# Bayerische Zugspitzbahn
| |                                  |                                                                                                   |                           |
| Streckennummer (DB): | 9540                             |                                                                                                   |                           |
| Kursbuchstrecke (DB): | 964                              |                                                                                                   |                           |
| Streckenlänge: | 19,5 km                          |                                                                                                   |                           |
| Spurweite: | 1000 mm (Meterspur)              |                                                                                                   |                           |
| Stromsystem: | 1650 Volt =                      |                                                                                                   |                           |
| Maximale Neigung: | Adhäsion 35,1 ‰ Zahnstange 250 ‰ |                                                                                                   |                           |
| Minimaler Radius: | 80 m                             |                                                                                                   |                           |
| Zahnstangensystem: | Riggenbach, Von Roll             |                                                                                                   |                           |
| Streckengeschwindigkeit: | 70 km/h                          |                                                                                                   |                           |
| |                                  |                                                                                                   |                           |
| \| \| \| Übergang zur Bahnstrecke München–Garmisch-Partenkirchen, zur Mittenwaldbahn und zur Außerfernbahn \| \| \| \| 0,0 \| Garmisch (bis 2020) \| 705 m \| \| \| 0,1 \| Garmisch-Partenkirchen (seit 2020) \| 706 m \| \| \| \| Laingraben \| \| \| \| \| \| \| \| \| 1,2 \| Hausberg (seit 1988, Anschluss zur Hausbergbahn) \| 716 m \| \| \| \| \| \| \| \| 2,0 \| Rießersee (bis 195x) \| 712 m \| \| \| 3,0 \| Außerfernbahn \| Außerfernbahn \| \| \| 3,1 \| Katzenstein-Tunnel (75 m) \| Katzenstein-Tunnel (75 m) \| \| \| 3,6 \| Unterwerk Tal \| Unterwerk Tal \| \| \| 4,0 \| Kreuzeckbahnstraße \| Kreuzeckbahnstraße \| \| \| 4,1 \| Kreuzeck-/Alpspitzbahn (bis 1988 Bf) \| 754 m \| \| \| 4,4 \| Fußgängerunterführung \| Fußgängerunterführung \| \| \| \| \| \| \| \| 5,5 \| Hammersbach (bis 1988 Bf) \| 766 m \| \| \| \| Hammersbach \| \| \| \| 7,5 \| Grainau Beginn Zahnstange \| 751 m \| \| \| \| Depot \| 760 m \| \| \| 7,8 \| Feldweg \| Feldweg \| \| \| 8,4 \| Ausweiche 1 (bis 195x) \| 793 m \| \| \| 9,8 \| Ausweiche 2 (bis 1988) \| 916 m \| \| \| \| \| \| \| \| 10,7 \| Eibsee Anschluss zur Seilbahn Zugspitze \| 1008 m \| \| \| \| \| \| \| \| 10,8 \| Unterwerk Eibsee[3] \| Unterwerk Eibsee[3] \| \| \| 11,9 \| Wassertankstelle \| 1152 m \| \| \| 13,0 \| Kleiner Tunnel (70 m) \| Kleiner Tunnel (70 m) \| \| \| \| Hohe Mauer / hoher Damm[3] \| \| \| \| 13,4 \| Ausweiche 3 \| 1478 m \| \| \| 14,1 \| Riffelriß \| 1637 m \| \| \| \| \| \| \| \| 14,2 \| Unterwerk Riffelriß Beginn Zugspitztunnel (4466 m) \| 1640 m \| \| \| \| \| \| \| \| 15,0 \| Tunnelfenster \| 1820 m \| \| \| 16,2 \| Ausweiche 4 \| 2115 m \| \| \| 17,1 \| Höllental (urspr. Planung, heute Unterwerk)[3] \| 2321 m \| \| \| 18,10,0 \| Abzweig Tu \| 2525 m \| \| \| \| Beginn Rosi-Tunnel (975 m) \| \| \| \| 18,6 \| Schneefernerhaus \| 2650 m \| \| \| \| \| \| \| \| 0,9 \| Zugspitzplatt Anschluss zur Zugspitz-Gletscherbahn \| 2588 m \| |                                  |                                                                                                   |                           |
| |                                  | Übergang zur Bahnstrecke München–Garmisch-Partenkirchen, zur Mittenwaldbahn und zur Außerfernbahn |                           |
| Kopfbahnhof Streckenanfang (Strecke außer Betrieb) | 0,0                              | Garmisch (bis 2020)                                                                               | 705 m                     |
| Kopfbahnhof Strecke bis hier außer Betrieb | 0,1                              | Garmisch-Partenkirchen (seit 2020)                                                                | 706 m                     |
| Brücke über Wasserlauf |                                  | Laingraben                                                                                        | Laingraben                |
| |                                  |                                                                                                   |                           |
| Haltepunkt / Haltestelle | 1,2                              | Hausberg (seit 1988, Anschluss zur Hausbergbahn)                                                  | 716 m                     |
| |                                  |                                                                                                   |                           |
| ehemaliger Bahnhof | 2,0                              | Rießersee (bis 195x)                                                                              | 712 m                     |
| Kreuzung geradeaus oben | 3,0                              | Außerfernbahn                                                                                     | Außerfernbahn             |
| Tunnel | 3,1                              | Katzenstein-Tunnel (75 m)                                                                         | Katzenstein-Tunnel (75 m) |
| Strecke | 3,6                              | Unterwerk Tal                                                                                     | Unterwerk Tal             |
| Brücke | 4,0                              | Kreuzeckbahnstraße                                                                                | Kreuzeckbahnstraße        |
| Haltepunkt / Haltestelle, ehemals Bahnhof | 4,1                              | Kreuzeck-/Alpspitzbahn (bis 1988 Bf)                                                              | 754 m                     |
| Brücke | 4,4                              | Fußgängerunterführung                                                                             | Fußgängerunterführung     |
| Brücke über Wasserlauf |                                  |                                                                                                   |                           |
| Haltepunkt / Haltestelle, ehemals Bahnhof | 5,5                              | Hammersbach (bis 1988 Bf)                                                                         | 766 m                     |
| Brücke über Wasserlauf |                                  | Hammersbach                                                                                       | Hammersbach               |
| | 7,5                              | Grainau Beginn Zahnstange                                                                         | 751 m                     |
| Betriebs-/Güterbahnhof Streckenanfang und quer · Abzweig geradeaus und nach rechts |                                  | Depot                                                                                             | 760 m                     |
| Brücke | 7,8                              | Feldweg                                                                                           | Feldweg                   |
| ehemaliger Dienststation / Betriebs- oder Güterbahnhof | 8,4                              | Ausweiche 1 (bis 195x)                                                                            | 793 m                     |
| ehemaliger Dienststation / Betriebs- oder Güterbahnhof | 9,8                              | Ausweiche 2 (bis 1988)                                                                            | 916 m                     |
| |                                  |                                                                                                   |                           |
| Bahnhof | 10,7                             | Eibsee Anschluss zur Seilbahn Zugspitze                                                           | 1008 m                    |
| |                                  |                                                                                                   |                           |
| Betriebsstelle Streckenanfang und quer (Strecke außer Betrieb) · Abzweig geradeaus und ehemals nach rechts | 10,8                             | Unterwerk Eibsee                                                                                  | Unterwerk Eibsee          |
| ehemalige Blockstelle | 11,9                             | Wassertankstelle                                                                                  | 1152 m                    |
| Tunnel | 13,0                             | Kleiner Tunnel (70 m)                                                                             | Kleiner Tunnel (70 m)     |
| |                                  | Hohe Mauer / hoher Damm                                                                           |                           |
| Dienststation / Betriebs- oder Güterbahnhof | 13,4                             | Ausweiche 3                                                                                       | 1478 m                    |
| Haltepunkt / Haltestelle | 14,1                             | Riffelriß                                                                                         | 1637 m                    |
| |                                  |                                                                                                   |                           |
| Tunnelanfang | 14,2                             | Unterwerk Riffelriß Beginn Zugspitztunnel (4466 m)                                                | 1640 m                    |
| |                                  |                                                                                                   |                           |
| ehemaliger Haltepunkt / Haltestelle (im Tunnel) | 15,0                             | Tunnelfenster                                                                                     | 1820 m                    |
| Dienststation / Betriebs- oder Güterbahnhof (im Tunnel) | 16,2                             | Ausweiche 4                                                                                       | 2115 m                    |
| ehemaliger Haltepunkt / Haltestelle (im Tunnel) | 17,1                             | Höllental (urspr. Planung, heute Unterwerk)                                                       | 2321 m                    |
| Blockstelle (im Tunnel) | 18,10,0                          | Abzweig Tu                                                                                        | 2525 m                    |
| |                                  | Beginn Rosi-Tunnel (975 m)                                                                        |                           |
| Kopfbahnhof Streckenende (im Tunnel) · Strecke (im Tunnel) | 18,6                             | Schneefernerhaus                                                                                  | 2650 m                    |
| |                                  |                                                                                                   |                           |
| Kopfbahnhof Tunnelende | 0,9                              | Zugspitzplatt Anschluss zur Zugspitz-Gletscherbahn                                                | 2588 m                    |

Koordinaten: 47° 29′ 30,4″ N, 11° 5′ 49,3″ O
Die Bayerische Zugspitzbahn ist neben der Wendelsteinbahn, der Drachenfelsbahn und der Zahnradbahn Stuttgart eine von vier noch betriebenen Zahnradbahnen in Deutschland. Die meterspurige Strecke führt vom Garmisch-Partenkirchner Ortsteil Garmisch auf die Zugspitze, den höchsten Berg Deutschlands. Sie wird von der Bayerischen Zugspitzbahn Bergbahn AG (BZB) betrieben, einer Tochtergesellschaft der Gemeindewerke Garmisch-Partenkirchen. 2007 wurde die Zugspitzbahn für die Auszeichnung als „Historisches Wahrzeichen der Ingenieurbaukunst in Deutschland“ nominiert.
Der Zugspitzgipfel ist alternativ auch mit der Seilbahn Zugspitze oder mit der Tiroler Zugspitzbahn erreichbar.

## Geschichte

### Vorgeschichte und Bau

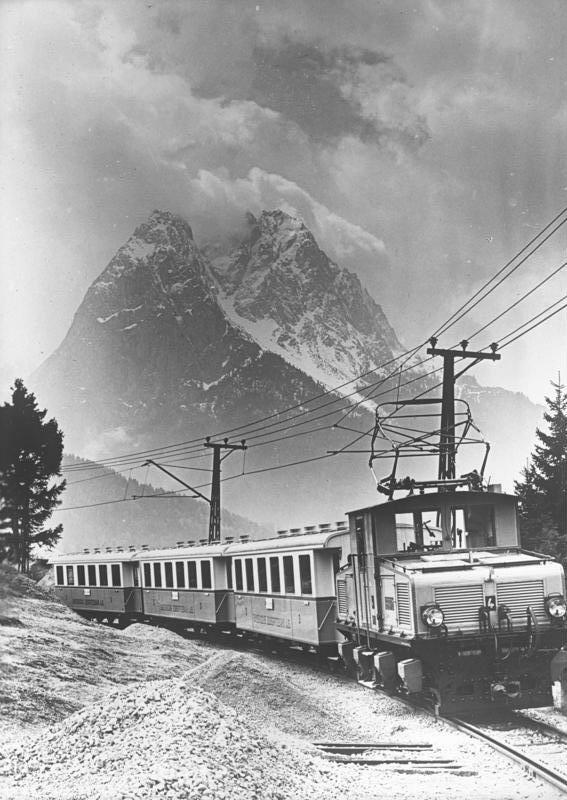
Frühe Aufnahme vom Mai 1931

Vereinfachtes Höhenprofil der Strecke

Seit Ende des 19. Jahrhunderts gab es Ideen, die Zugspitze mit einer Bahn zu erschließen. Dabei wurden verschiedene Konzepte von Standseilbahnen, Seilschwebebahnen und Zahnradbahnen angedacht, die jedoch alle an einer fehlenden Konzession oder an Geldmangel scheiterten.
1924 vom bayerischen Handelsministerium noch abgelehnt, wurde am 1. April 1928 einem Konsortium der Allgemeinen Lokalbahn- und Kraftwerke AG in Berlin, der AEG Berlin und der Treuhandgesellschaft AG in München eine Bau- und Betriebsgenehmigung für eine gemischte Adhäsions- und Zahnradbahn erteilt. Im Laufe der Detailplanung wurden einige Punkte gegenüber der ursprünglichen Planung geändert. So wurde der Endpunkt der Bahn nicht am Gipfel, sondern 350 Meter tiefer am Zugspitzplatt angelegt, der dann mit einer Seilschwebebahn mit dem Gipfel verbunden wurde. Ebenso wurde die Spurweite von ursprünglich 750 mm auf 1000 mm vergrößert und anstatt den Triebwagen mit gemischtem Adhäsions- und Zahnradantrieb des ersten Entwurfs lokbespannte Züge eingesetzt.
Die Bahn wurde in den Jahren 1928 bis 1930 in drei Abschnitten erbaut:
Aufgrund des schwierigen Grunderwerbs im Abschnitt Garmisch–Eibsee konnte dort der Bau erst im Sommer 1929 beginnen. An Kunstbauten ist das Überführungsbauwerk der Zugspitzbahn über die Außerfernbahn zu nennen, die aus einer Blechträgerbrücke mit zweimal 17,3 Meter Stützweite und einer Brückenrampe besteht. Das Ausbruchmaterial des direkt anschließenden Katzensteintunnels wurde zur Aufschüttung der Rampe verwendet. Des Weiteren besteht nahe dem Haltepunkt Kreuzeck-/Alpspitzbahn eine Überführung der Kreuzeckbahnstraße mit 9,9 Meter Stützweite in Eisenbeton-Bauweise. Eine weitere Unterführung wurde zwischen Grainau und Eibsee auf Höhe der Wagenhalle errichtet.
Im Abschnitt zwischen Eibsee und Riffelriß konnte bereits im Sommer 1928 mit den Arbeiten begonnen werden. Dort bereitete einerseits die große Neigung des Geländes Schwierigkeiten bei der Bauausführung, andererseits der kurze Tunnel bei Kilometer 13,0, da dieser durch eine noch nicht zur Ruhe gekommene Mure geführt wurde. Im Anschluss an den Tunnel wurde ein 12 Meter hoher Damm errichtet.
Die größte Schwierigkeit der gesamten Strecke stellte der Bau des 4,2 Kilometer langen Zugspitztunnels im dritten Abschnitt zwischen Riffelriss und Schneeferner dar. Dazu wurden als Vorarbeiten im Sommer 1928 das gesamte Gebirgsmassiv vermessen und ab Herbst 1928 mehrere Hilfsseilbahnen errichtet. Der Vortrieb des Tunnels konnte so von fünf Stellen gleichzeitig begonnen und am 8. Februar 1930 mit dem Durchbruch zum Schneeferner abgeschlossen werden.
Zuerst ging am 19. Februar 1929 das 3,2 Kilometer lange Mittelstück zwischen Grainau und dem Eibsee in Betrieb. Am 19. Dezember 1929 folgte der 7,5 Kilometer lange Abschnitt zwischen Garmisch und Grainau, wodurch auch der touristisch wichtige Anschluss an die Deutsche Reichsbahn hergestellt war. Am 8. Juli 1930 wurden schließlich auch die letzten 7,9 Kilometer zwischen dem Eibsee und der – mittlerweile aufgelassenen – Gipfelstation Schneefernerhaus feierlich freigegeben.

### Weitere Entwicklung
1987 wurde die Streckenführung im Gipfelbereich modifiziert, damals wurde der 975 Meter lange „Rosi-Tunnel“ eröffnet. Benannt ist er nach der Tunnelpatin, der Skisportlerin Rosi Mittermaier. Die Röhre zweigt im oberen Viertel vom bereits seit 1930 bestehenden Zugspitztunnel ab und führt zum etwas tiefer gelegenen Zugspitzplatt auf 2588 Metern. Dort befindet sich unter dem Restaurant „Sonn-Alpin“ der neue Gletscher-Bahnhof mitten im Skigebiet. Fünf Jahre lang wurden beide Endpunkte parallel bedient, seit November 1992 wird jedoch die alte Strecke zum Schneefernerhaus nicht mehr fahrplanmäßig befahren.
In den Jahren 1987 und 1988 wurde auch die Talstrecke saniert und für Geschwindigkeiten von bis 70 km/h ertüchtigt. Seitdem können die damals beschafften Doppeltriebwagen ihre Höchstgeschwindigkeit voll ausfahren. Dabei wurden die Gleisanlagen des Bahnhofs Garmisch zurückgebaut und die Bahnhöfe Kreuzeckbahn und Hammersbach zu Haltepunkten zurückgebaut. Im Bahnhof Garmisch existierte bis dahin südöstlich des Personenbahnhofs noch ein Überladegleis für Güter, zu dem ein Normalspur-Anschlussgleis vom Bahnhof Garmisch-Partenkirchen heranführte. Der Haltepunkt Rießersee wurde komplett aufgelassen.
Seit 1996 wird der Oberbau der Bergstrecke erneuert. Dabei wird das bisher verbaute Leiterzahnstangen-System Riggenbach durch das kompatible Lamellenzahnstangen-System Von Roll ersetzt.
Nach dem Unfall im Katzenstein-Tunnel wurde die komplette Strecke mit Signalen, Zugbeeinflussung und einem elektronischen Stellwerk der Firma BBR Verkehrstechnik aus Braunschweig ausgestattet.
In Grainau wurde 2000 ein überdachter Mittelbahnsteig gebaut, um den Umstieg zwischen den Tal- und den Bergzügen zu erleichtern. Der Bahnhof Eibsee wurde ebenfalls grundlegend modernisiert und erhielt dabei einen überdachten Mittelbahnsteig und eine Erweiterung des Empfangsgebäudes.
Der Zugspitztunnel wurde mit Brandschutztoren ausgerüstet, um im Falle eines Brandes einen Kamineffekt zu verhindern.

### Ausblick
Zur Entlastung der Eibseestraße (Staatsstraße 2061) im Ortsgebiet von Grainau forderte die Lokalpolitik einen Ausbau der Bahnstrecke, um einen Teil des Verkehrs auf die Schiene zu verlagern. Vorgeschlagen wurde ein zweigleisiger Ausbau der Talstrecke sowie die Anschaffung neuen Rollmaterials. Nach Einschätzung der Verantwortlichen der Bayerischen Zugspitzbahn ist ein solcher Ausbau wirtschaftlich und technisch nicht darstellbar.

### Unfälle
Der Unfall im Katzenstein-Tunnel ereignete sich am 10. Juni 2000 und war der schwerste Unfall in der Geschichte der Bayerischen Zugspitzbahn.

### Galerie

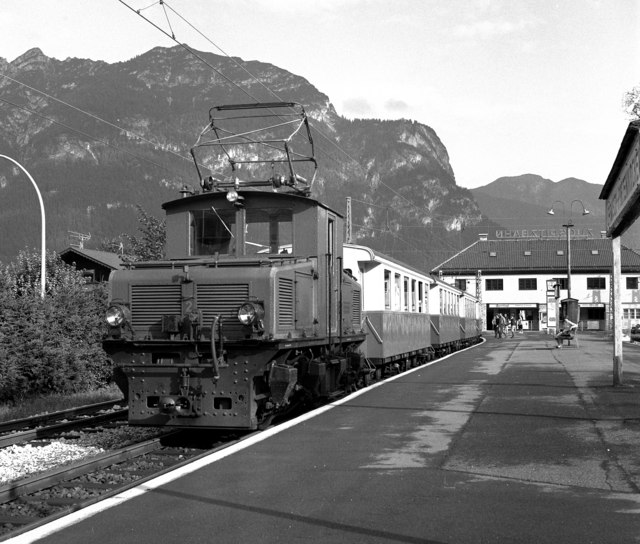
Der Ausgangspunkt der Bahn im August 1982
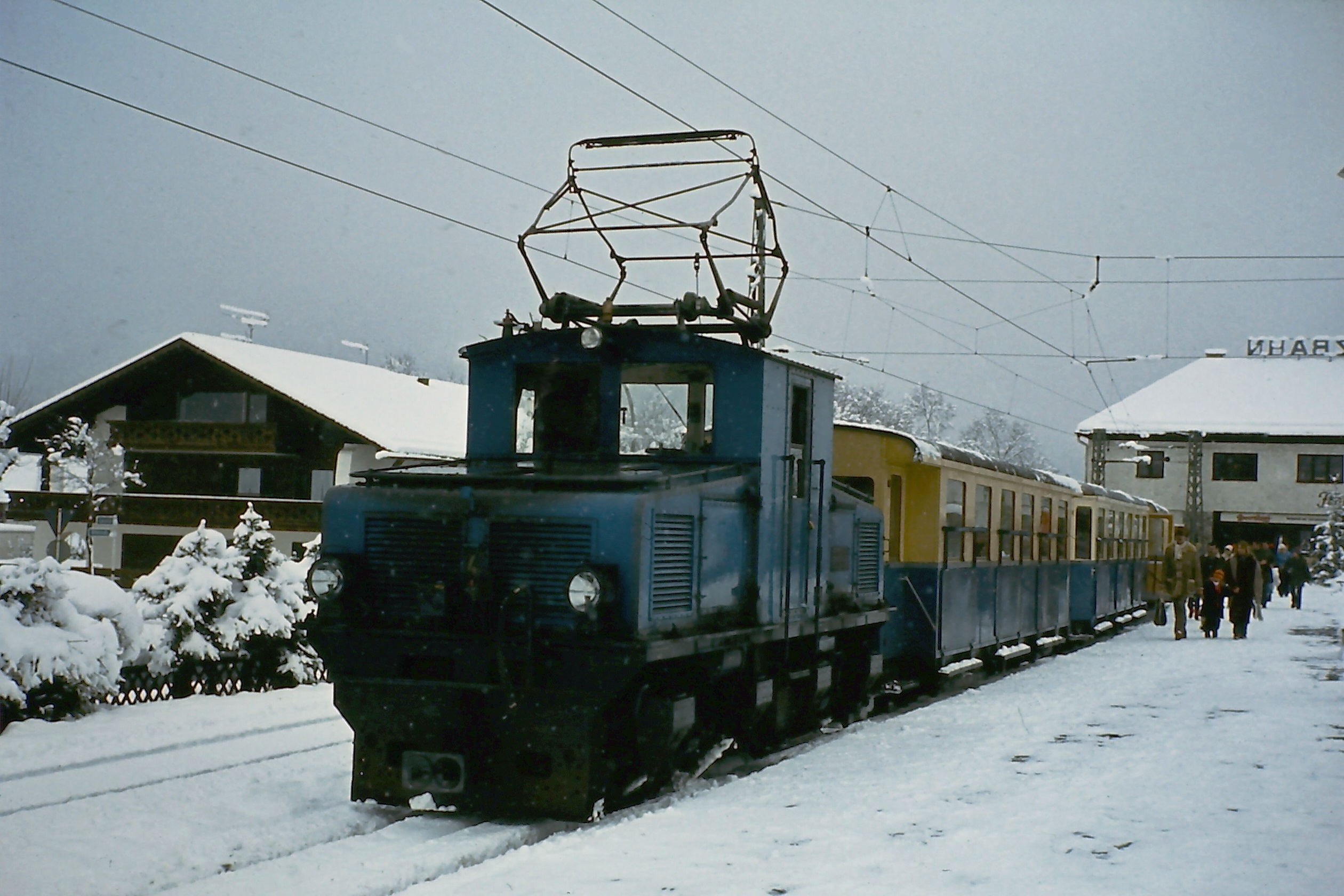
Zug mit Lokomotive 4 (Winterbetrieb)
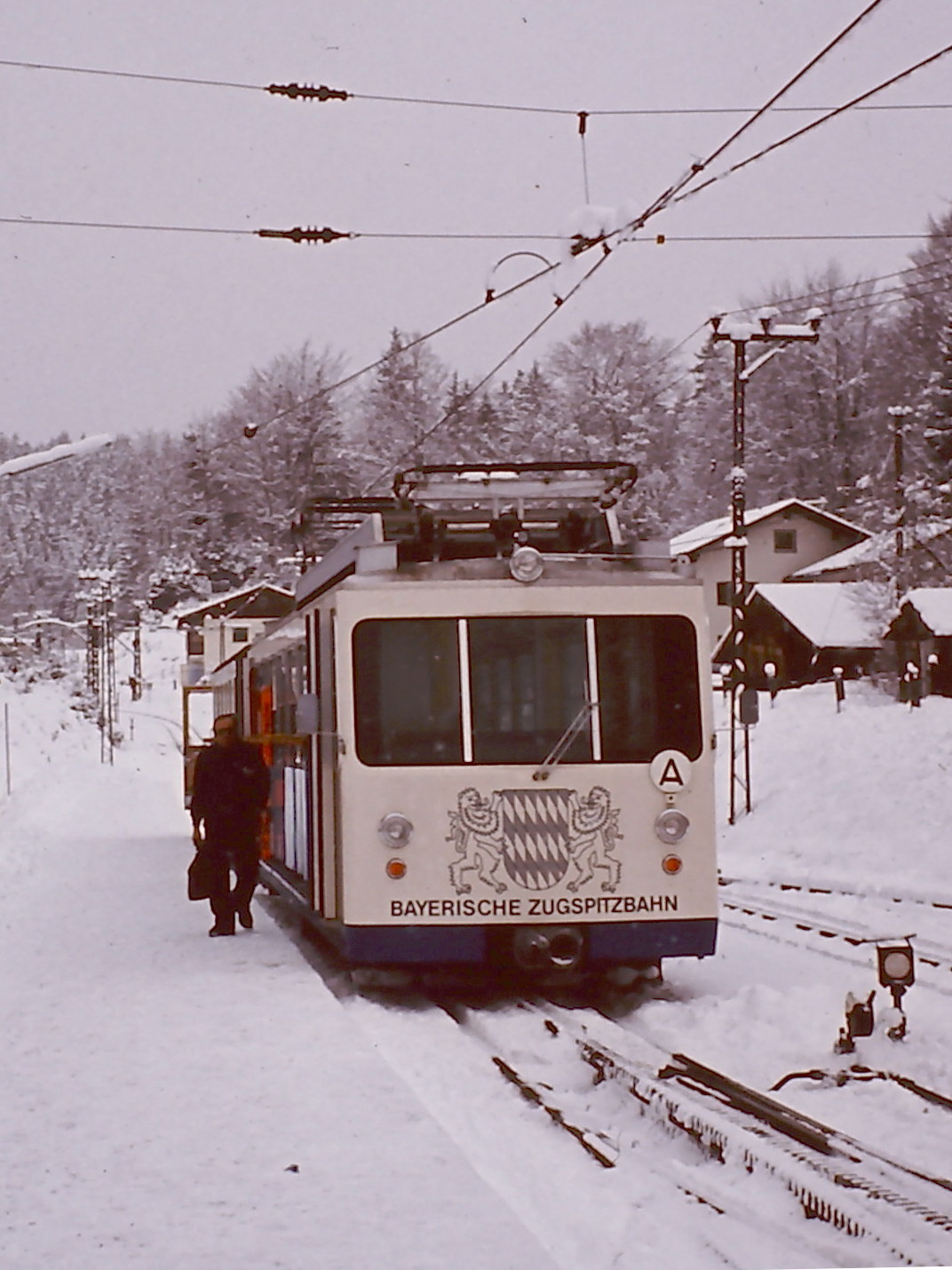
Triebwagen 5 oder 6 in Grainau
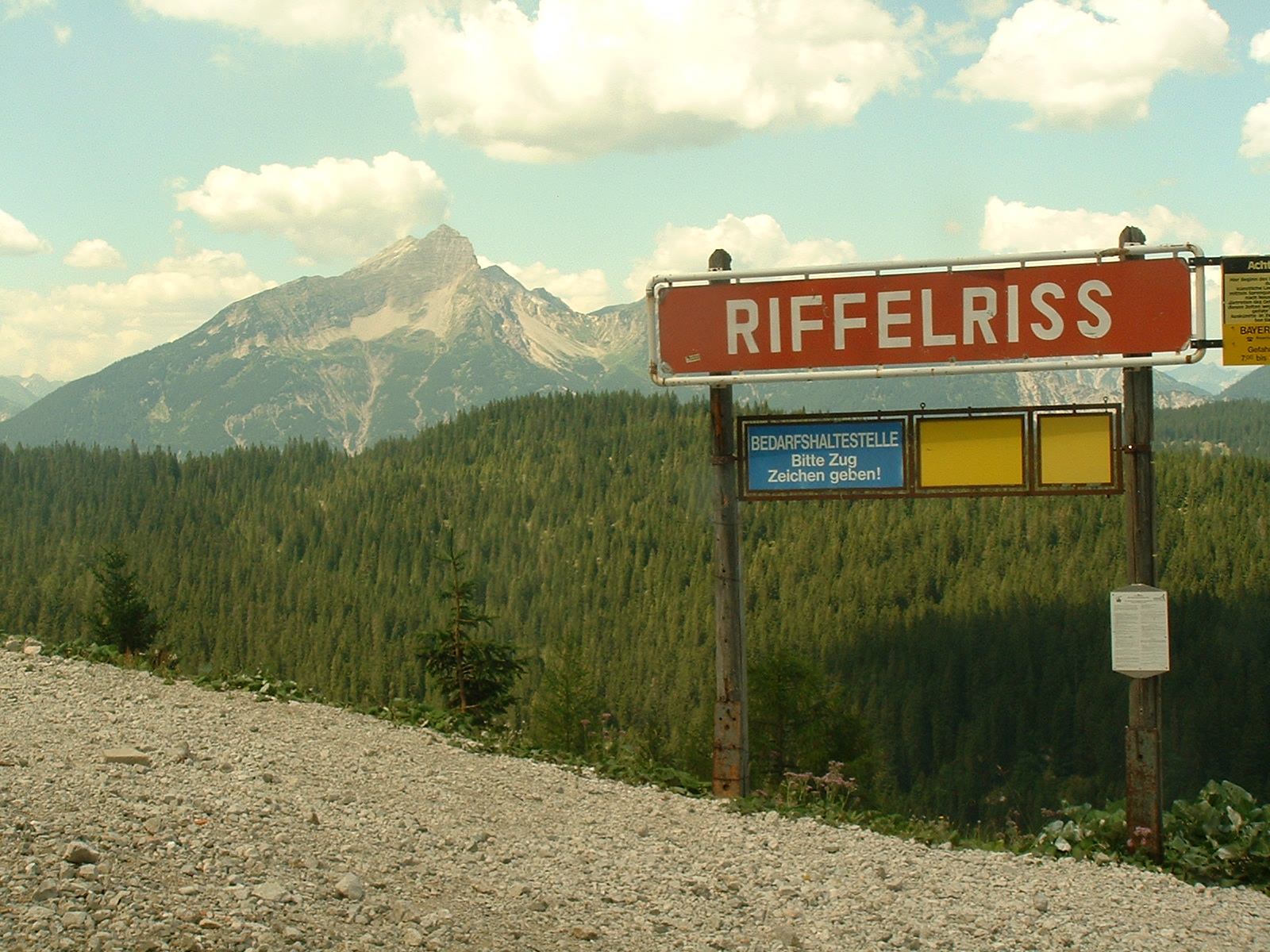
Ausblick vom Bedarfshaltepunkt Riffelriß unmittelbar vor der Einfahrt in den Gipfeltunnel
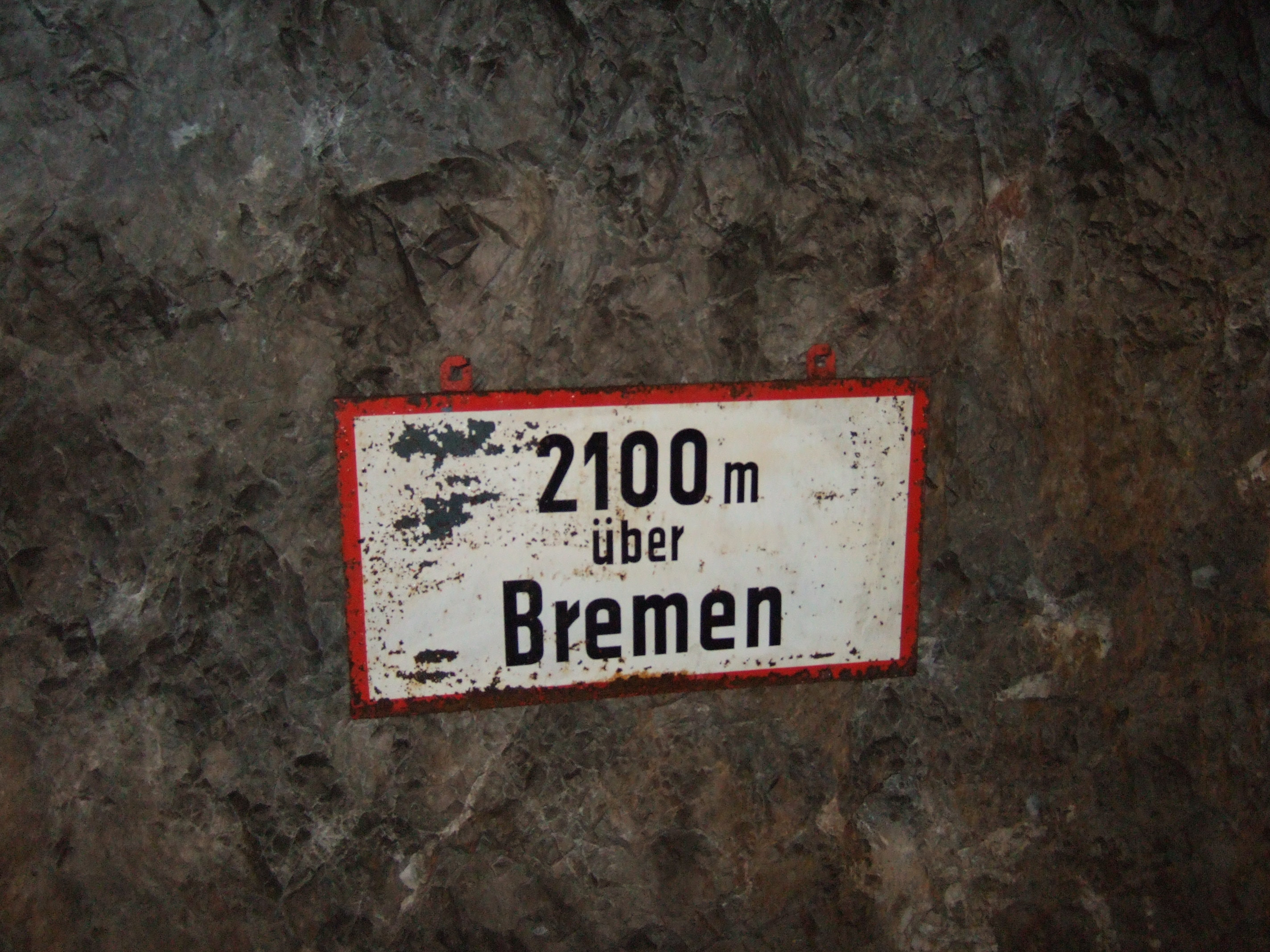
Höhenangabe im Tunnel
Detailskizze des Zugspitztunnels

## Streckenbeschreibung

### Verlauf

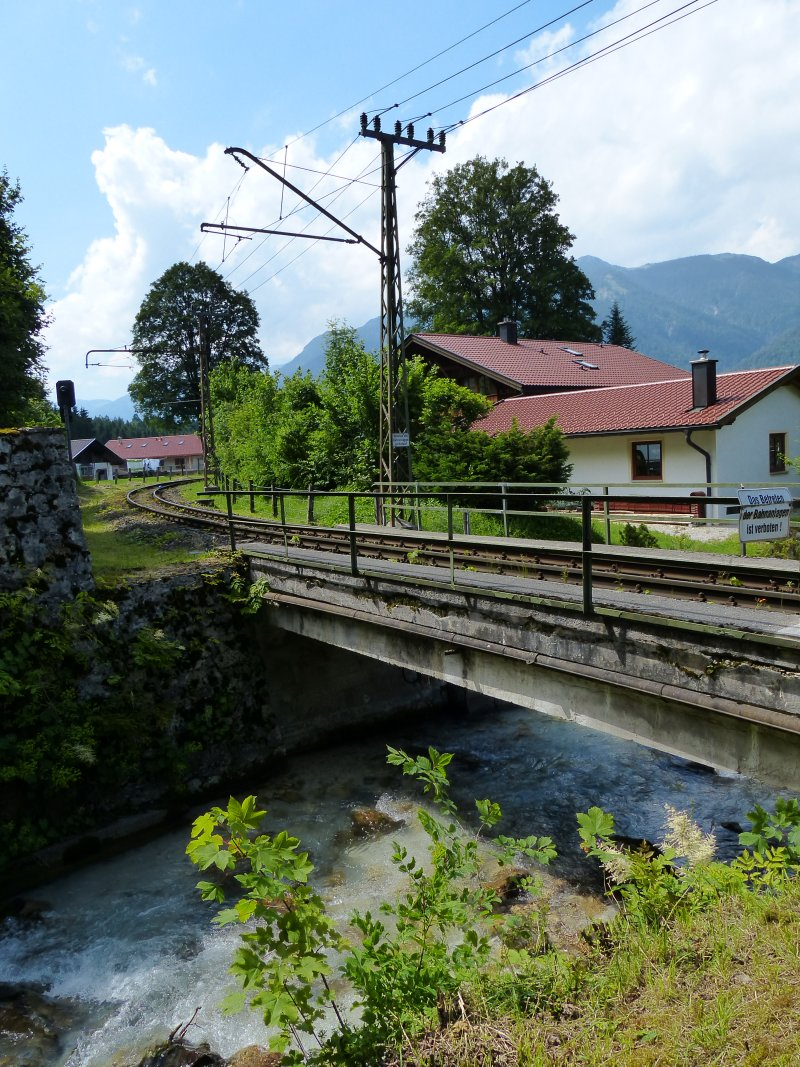
Brücke über den Hammersbach in Hammersbach

Die Zugspitzbahn beginnt im Ortsteil Garmisch auf einer Höhe von 705 m ü. NHN als Adhäsionsbahn in einem betrieblich komplett vom benachbarten Normalspurbahnhof der Deutschen Bahn AG getrennten Bahnhof. Auf den ersten drei Kilometern verläuft sie parallel zur seit 1913 bestehenden Außerfernbahn, um dann in einer ansteigenden Kurve mit einer Blechbalkenbrücke die Staatsbahn zu überqueren. Im Anschluss mündet die Strecke im Katzensteintunnel und führt von dort zu den Seilbahnen Kreuzeckbahn und Alpspitzbahn. Von dort verläuft die Strecke recht geradlinig und leicht abfallend zum Grainauer Ortsteil Hammersbach. Sie umfährt den Fuß der Waxensteine und durchquert den Ort Grainau. Im Bahnhof Grainau endet die Adhäsionsstrecke nach 7,5 Kilometern mit dem Beginn der Bergstrecke. Dort befindet sich auch der betriebliche Mittelpunkt der Bahn mit der Wagenhalle. An der Wagenhalle vorbei führt die Strecke weiter zur Christlhütte und von da an parallel zur Eibseestraße, wobei Steigungen bis zu 150 ‰ überwunden werden. Im Anschluss an die Station Eibsee führt die Strecke mit bis zu 250 ‰ Steigung durch den Zugwald und durchquert mit einem kurzen Tunnel eine Mure. Direkt nach dem Tunnel führt die Bahn in einem engen Bogen über einen 12 Meter hoch aufgeschütteten Damm. Nach dem Haltepunkt Riffelriß mündet die Strecke im 4,5 Kilometer langen Zugspitztunnel. Die Tunnelstrecke führt in mehreren Schleifen aufwärts Richtung Zugspitzplatt. An der Abzweigstelle im Tunnel teilt sich die Strecke auf, einerseits in den alten Tunnel zum Schneefernerhaus, andererseits in den neuen Rosi-Tunnel zum Sonnalpin. Beide Bahnhöfe sind als unterirdische Kopfbahnhöfe ausgeführt. Der Zahnstangenabschnitt war ursprünglich 11,1 Kilometer lang und verlängerte sich durch die Eröffnung des neuen Tunnels zum Sonnalpin auf 11,5 Kilometer, die Strecke insgesamt auf 19,0 Kilometer.

### Betriebsstellen

#### Garmisch

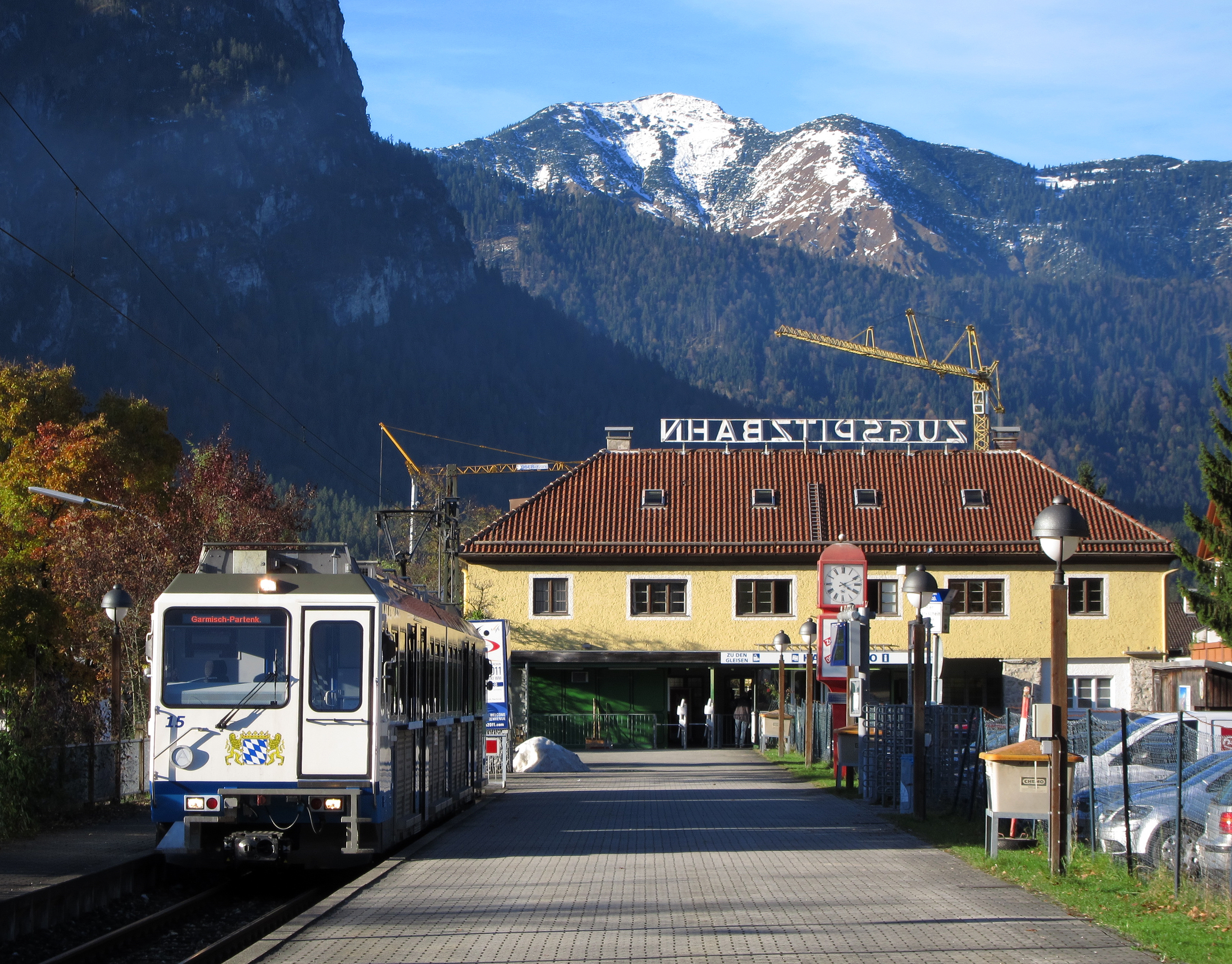
Der alte Bahnhof Garmisch von der Gleisseite aus mit Doppeltriebwagen 15

Der Bahnhof Garmisch (Lage) war bis 2020 einer der beiden Endpunkte der Strecke. Die Station im Ortsteil Garmisch ging mit Eröffnung der Talstrecke am 19. Dezember 1929 unter der offiziellen Bezeichnung Garmisch-Partenkirchen B.Z.B. in Betrieb, später hieß sie nur noch Garmisch. Eine häufige Alternativbezeichnung war Zugspitzbahnhof. Ursprünglich besaß dieser zwei Bahnsteiggleise an einem gemeinsamen Mittelbahnsteig mit je einem Umfahrgleis und Rückfallweichen, sowie einem Güter- bzw. Abstellgleis. An das Gütergleis wurde ein normalspuriges Anschlussgleis vom Normalspurbahnhof herangeführt, um Güter umladen zu können. Das ursprünglich eingeschossige Empfangsgebäude wurde in den 1950er Jahren um ein weiteres Stockwerk aufgestockt. Das Gebäude beinhaltete neben Warteräumen und Fahrkartenverkauf auch die Verwaltung der Bayerischen Zugspitzbahn. Mit dem Umbau der Talstrecke 1985 wurden die Gleisanlagen auf ein Bahnsteiggleis zurückgebaut. Im Gleisvorfeld bestand ein Umfahrgleis, um weiterhin lokbespannte Züge umsetzen zu können. Im Jahr 2001 wurden als weitere Umbaumaßnahme die beiden Treppen an der Stirnseite des Empfangsgebäudes entfernt. Im April 2021 wurde das Gebäude komplett abgerissen.

#### Garmisch-Partenkirchen

Neues Empfangsgebäude

Ab Mitte der 1990er Jahre wurde über einen Neubau des Talbahnhofs diskutiert. Die Führung der Gleise der Zugspitzbahn in den Normalspurbahnhof scheiterte an den Kosten. 2018 begannen schließlich etwa 150 Meter südöstlich des alten Bahnhofsgebäudes die Arbeiten für ein neues Bahnhofs- und Verwaltungsgebäude auf dem Gelände Olympiastraße 27. Der Neubau mit einer Größe von etwa 55 mal 16 Meter wurde am 22. November 2020 in Betrieb genommen. Die bahnlinks gelegene Station trägt analog zum Normalspurbahnhof den Doppelnamen Garmisch-Partenkirchen. Sie besitzt zwei Stumpfgleise, eines der beiden liegt am Hausbahnsteig, das zweite dient als Abstellgleis. Durch die Umbaumaßnahme verkürzte sich die Strecke um etwa 150 Meter, im Gegenzug verlängerten sich die Umsteigewege von und zu den Normalspurzügen entsprechend.

#### Hausberg

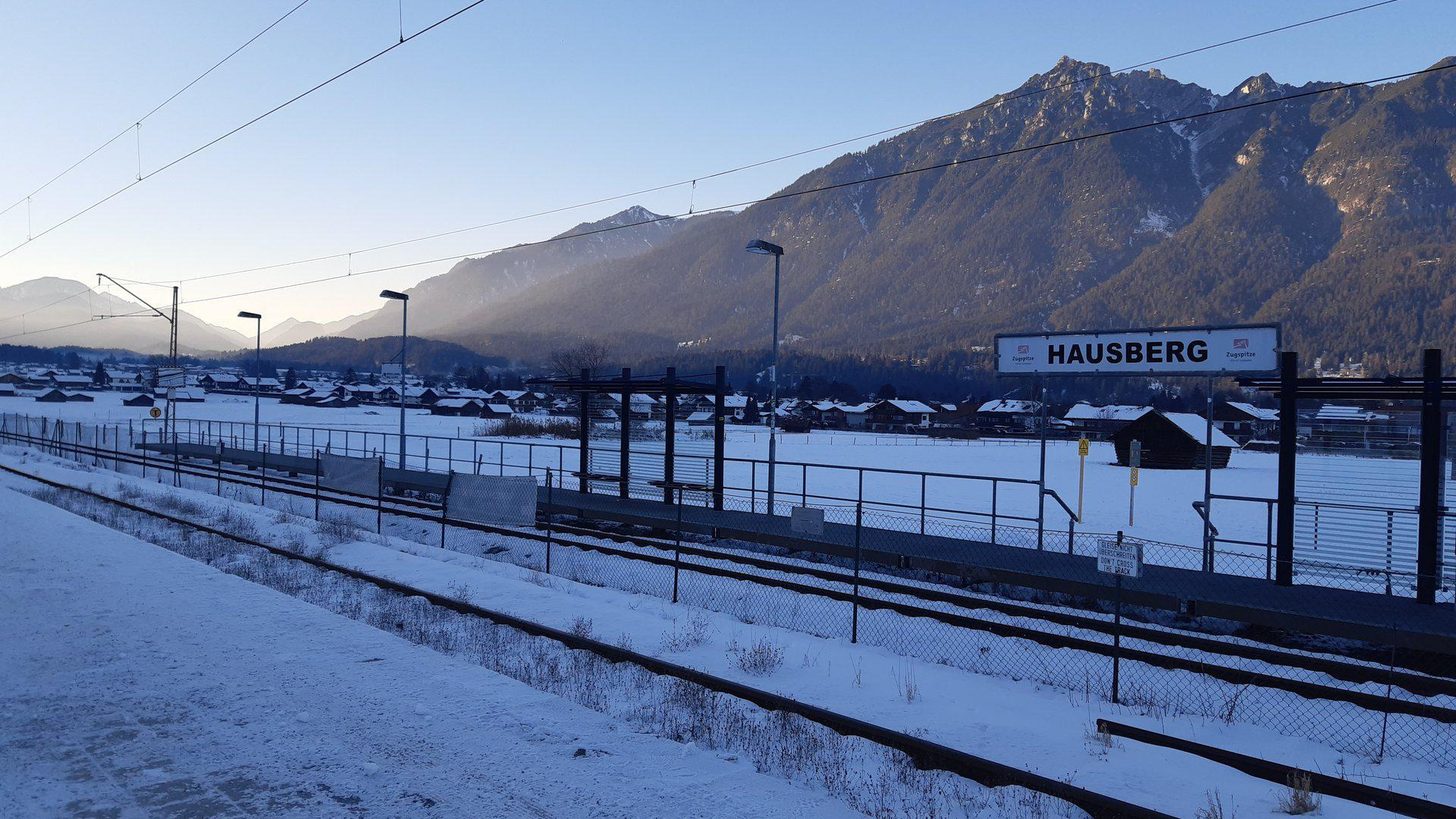
Haltepunkt Hausberg

Der bahnrechts gelegene Bedarfs-Haltepunkt Hausberg (Lage) an der nahe gelegenen Hausbergbahn ersetzt seit 1988 den ehemaligen Bahnhof Rießersee. Er liegt an der Kreuzung Alpspitzstraße/Am Petersbad/Hausberg und wurde ursprünglich auch als Hausbergbahn bezeichnet. Des Weiteren besteht dort Umsteigemöglichkeit zur Außerfernbahn.

#### Rießersee
Der mit dem Umbau der Talstrecke stillgelegte Bahnhof Rießersee (Lage) war nach dem gleichnamigen Gewässer benannt. Er wurde mit der Eröffnung der Talstrecke in Betrieb genommen und war ursprünglich mit einem Ausweichgleis und zwei Rückfallweichen ausgestattet. Der Bahnhof wurde anfangs zur Unterscheidung zu dem daneben liegenden Haltepunkt Rießersee der Außerfernbahn als Rießersee B.Z.B. bezeichnet. Eine einfache Wartehalle diente zum Schutz der Fahrgäste. Diese wurde jedoch abgebrochen.

#### Kreuzeck-/Alpspitzbahn
Der bahnlinks gelegene Bedarfs-Haltepunkt Kreuzeck-/Alpspitzbahn (Lage) wurde ursprünglich als Bahnhof Kreuzeckbahn Talstation mit einem Ausweichgleis und zwei Rückfallweichen mit der Eröffnung der Talstrecke in Betrieb genommen. Alternative Bezeichnungen sind Kreuzeck-Alpspitzbahn, Kreuzeck-Alpspitze oder Kreuzeckbahnhof. Die Station liegt nahe der 1926 eröffneten Kreuzeckbahn und der 1973 eröffneten Alpspitzbahn. Mit dem Umbau der Talstrecke wurde das zweite Gleis zurückgebaut. Zum Schutz der Fahrgäste dient eine einfache Wartehalle.

#### Hammersbach

Haltepunkt Hammersbach

Der bahnlinks gelegene Bedarfs-Haltepunkt Hammersbach (Lage) liegt im gleichnamigen Grainauer Ortsteil, nahe zum Zugang des Höllentals. Er wurde ursprünglich als Bahnhof Hammersbach (Höllental) mit einem Ausweichgleis und zwei Rückfallweichen mit der Eröffnung der Talstrecke in Betrieb genommen. Mit dem Umbau der Talstrecke wurde das zweite Gleis zurückgebaut. Eine einfache Wartehalle dient zum Schutz der Fahrgäste.

#### Grainau

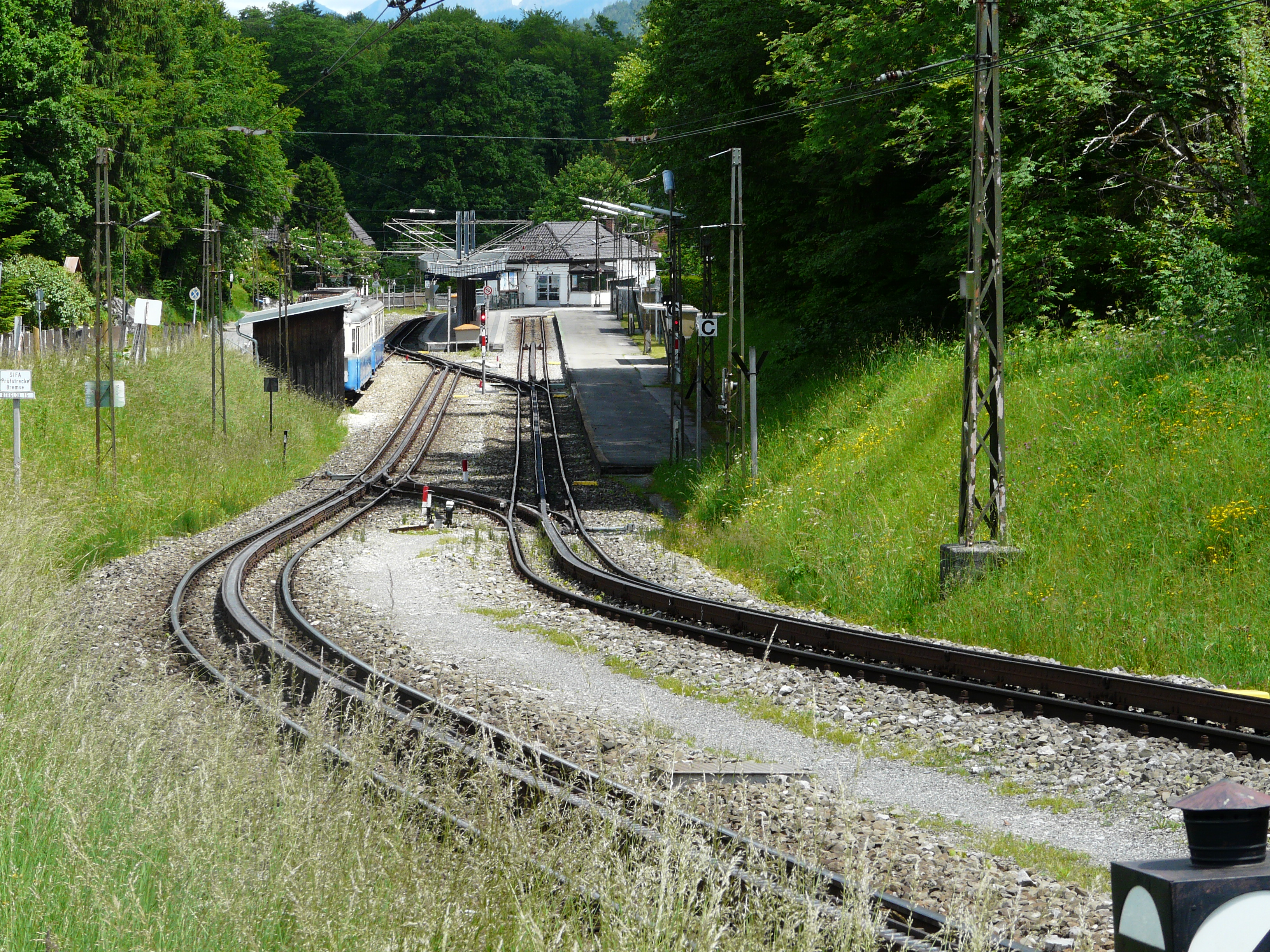
Bahnhof Grainau

Der bahnrechts gelegene Bahnhof Grainau (Lage) liegt zwischen den beiden Ortsteilen Ober- und Untergrainau, unweit der Pfarrkirche und des Badersees. Er wurde deshalb ursprünglich als Grainau-Badersee bezeichnet. Der Bahnhof stellt den betrieblichen Mittelpunkt der Strecke dar. Hier endet die Talstrecke von Garmisch-Partenkirchen und es beginnen die Zahnradgleise der Bergstrecke. Das eingeschossige Empfangsgebäude mit der Anschrift Gumpenau 3 beinhaltet einen Warteraum mit Fahrkartenschalter, sowie einen Dienstraum für den Fahrdienstleiter. Der Bahnhof besitzt die umfangreichsten Gleisanlagen der Strecke. Ursprünglich bestanden zwei Bahnsteiggleise mit Außenbahnsteigen und einem dazwischen liegenden Umfahrgleis. Weitere Gleisverbindungen ermöglichten das Teilen bzw. Vereinigen der Zugteile. Seitdem keine Vorstellwagen mehr die Strecke durchliefen, hielten alle Züge am 199,90 Meter langen Bahnsteig 2. Dieser war in die Bahnsteigabschnitte Richtung Garmisch-Partenkirchen und Richtung Eibsee – Schneefernerhaus geteilt. Die Fahrgäste mussten über den Bahnsteig zwischen den Zügen der Talstrecke und der Bergstrecke umsteigen. Um den Umstieg zu erleichtern, wurde im Jahr 2000 ein überdachter Mittelbahnsteig errichtet, die beiden Gleise heißen heute A und B. Auf Gleis A öffnen die Züge ihre Türen dabei nach beiden Seiten, das heißt auch zum weiterhin vorhandenen Außenbahnsteig hin. 

#### Betriebswerk Grainau

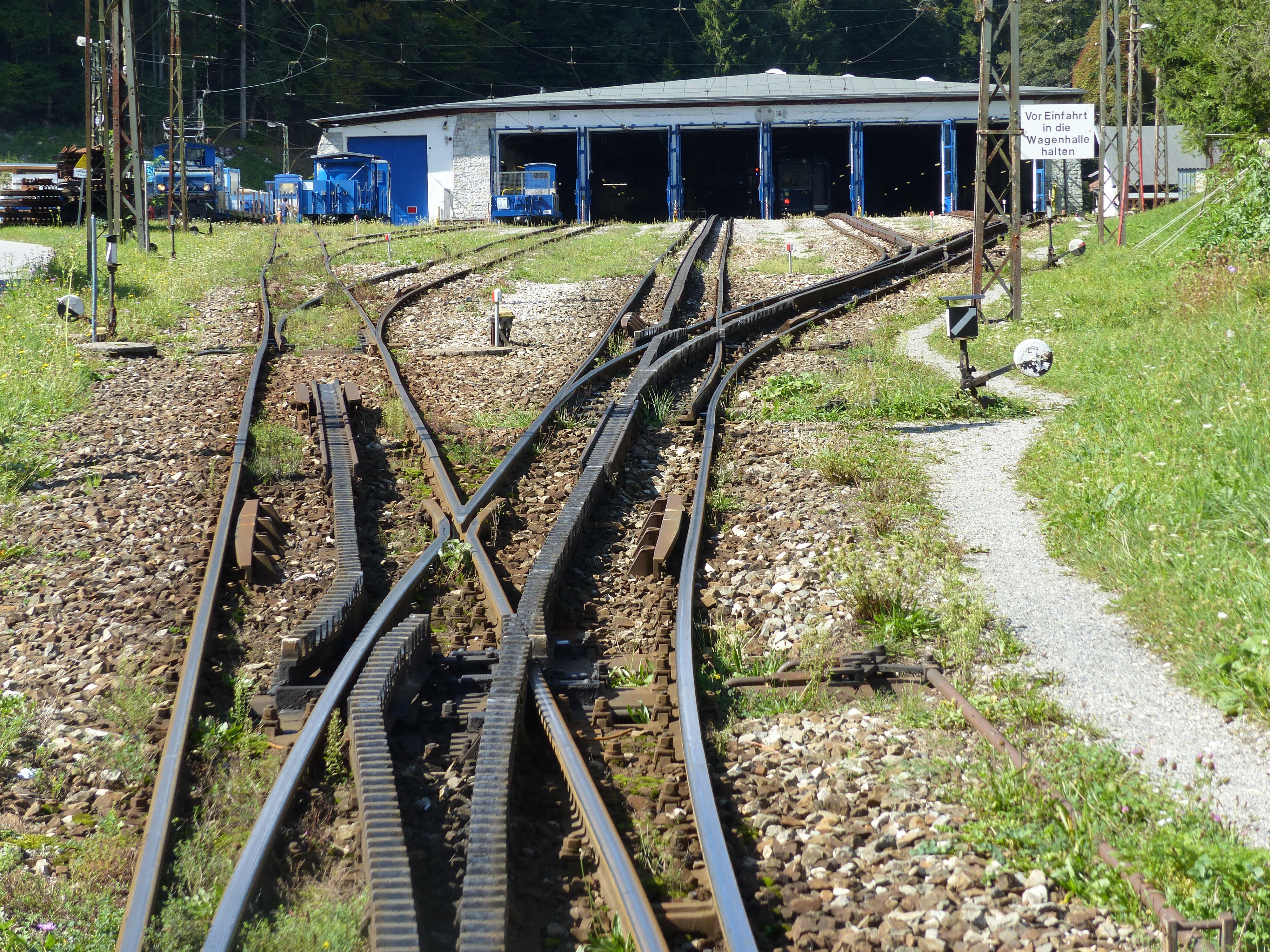
Einfahrt zum Betriebswerk in Grainau

An den Bahnhof Grainau angeschlossen ist, am Ende der Straße Gumpenau, die sechs-ständige Wagenhalle mit der Werkstatt. Dort werden alle Instandhaltungs- und Reparaturarbeiten an den Fahrzeugen vorgenommen. Vier der Stände sind mit Zahnstangen und alle sechs mit Untersuchungsgruben ausgestattet. Ein Stand der Wagenhalle wurde mit einer 30 Meter langen Hebebühne ausgestattet, welche in der Lage ist, einen Doppeltriebwagen für Wartungsarbeiten anzuheben. Das siebte Tor auf der linken Seite der Wagenhalle führt in die Lackiererei. Für Ladearbeiten und zur Abstellung ist links und rechts der Wagenhalle noch je ein Gleis angeordnet. Die Zufahrt zu der Wagenhalle ist als Gleisharfe ausgeführt.

#### Eibsee

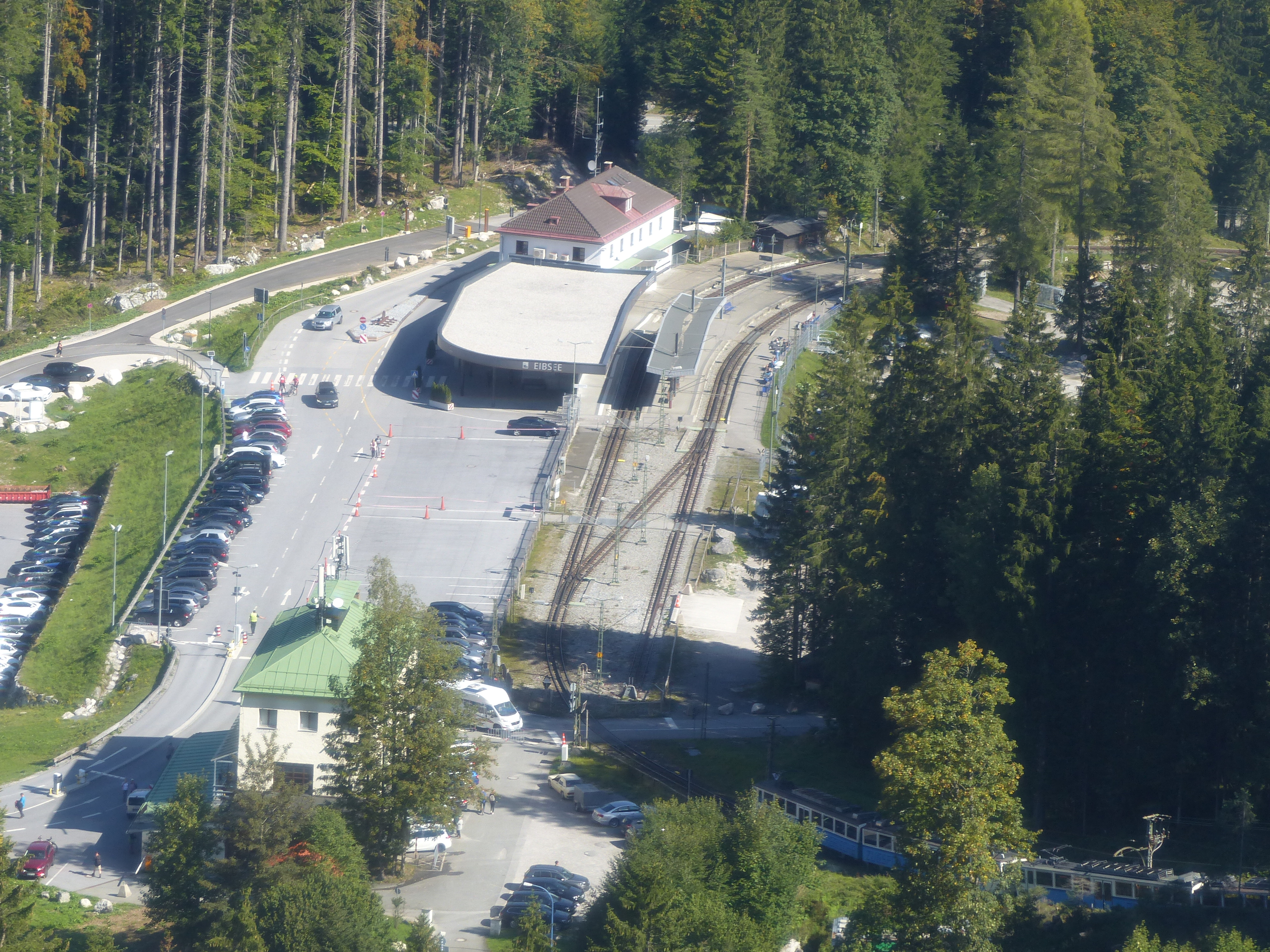
Bahnhof Eibsee

Der Bahnhof Eibsee liegt etwa 350 Meter östlich des gleichnamigen Sees (Lage). Das Empfangsgebäude wurde als zweistöckiges Gebäude errichtet, welches im Erdgeschoss eine Wartehalle, einen Fahrkartenschalter, sowie Diensträume für den Fahrdienstleiter aufweist. Im ersten Stock ist eine Dienstwohnung untergebracht. Unweit des Bahnhofs wurde das erste Unterwerk errichtet. In den 2000er Jahren wurde das Empfangsgebäude um einen Anbau mit weiteren Fahrkartenschaltern erweitert. Der Bahnhof erhielt dabei einen überdachten Mittelbahnsteig. Die Gleisanlagen des Bahnhofs bestehen aus zwei Bahnsteiggleisen und einem Abstellgleis.
Bei der Eröffnung der Bahnstrecke diente der Bahnhof hauptsächlich zur touristischen Erschließung des Eibsees. Mit der Zunahme des Straßenindividualverkehrs und der Eröffnung der Eibsee-Seilbahn bzw. später der Seilbahn Zugspitze wandelte sich der Bahnhof zu einem Umsteigepunkt zwischen den Verkehrsmitteln. Für den Straßenverkehr wurden umfangreiche Parkmöglichkeiten um den Bahnhof angelegt.

#### Riffelriß

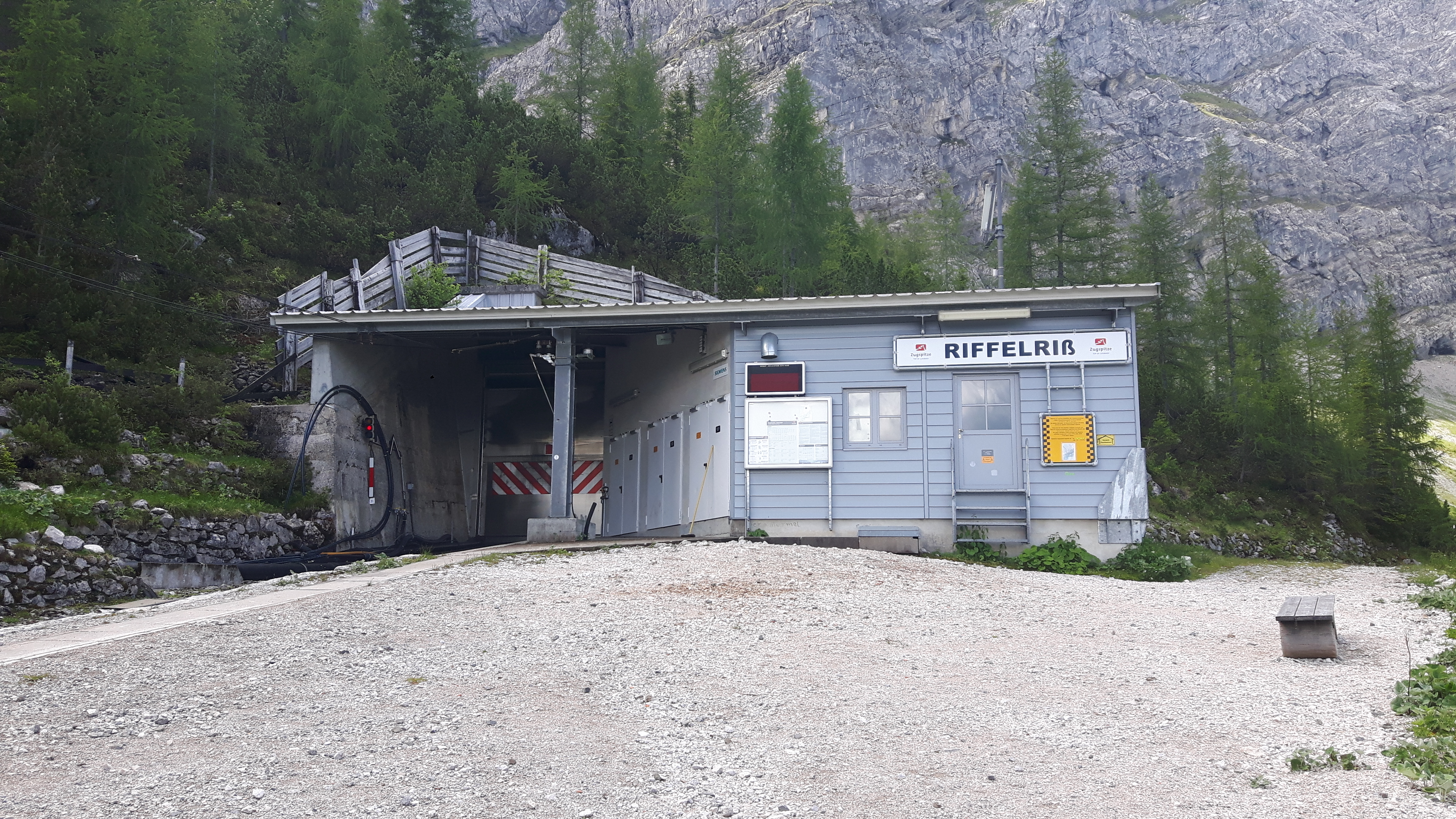
Haltepunkt Riffelriß

Vor dem Eingang des Zugspitztunnels liegt der Bedarfs-Haltepunkt Riffelriss (Lage). Während der Tunnelbauarbeiten befand sich dort das Hauptbaulager. Er bietet eine gute Aussicht in Richtung Eibsee und die Ammergauer Alpen und dient als Ausgangspunkt für alpine Touren im Wettersteingebirge. Bei guten Schneeverhältnissen besteht die Möglichkeit die unpräparierte Skipiste zum Eibsee zu befahren.

#### Schneefernerhaus
Der Bahnhof Schneefernerhaus (Lage) war das ursprüngliche Ende der Bahnstrecke. Dort wurde etwa 200 Höhenmeter unterhalb des Zugspitzgipfels an der Südflanke der Zugspitze ein Tunnelbahnhof mit zwei Kopfgleisen angelegt. Durch einen Fußgängertunnel konnten die Fahrgäste in das 1931 eröffnete Hotel Schneefernerhaus und von dort mit einer Seilschwebebahn zum Zugspitzgipfel gelangen. Der Bahnhof wurde daher ursprünglich als Hotel Schneefernerhaus bezeichnet. Das Hotel wurde durch den Bahnhof auch mit Lebensmitteln, Wasser, Heizöl und allem weiteren versorgt.
Mit der vollständigen Inbetriebnahme des Bahnhofs Zugspitzplatt und der Gletscherbahn wurde am 14. Januar 1992 der Bahnhof Schneefernerhaus für den Publikumsverkehr geschlossen und das Hotel in eine Forschungsstation umgewandelt. Seitdem befahren nur noch Dienstzüge den Bahnhof Schneefernerhaus.

#### Zugspitzplatt

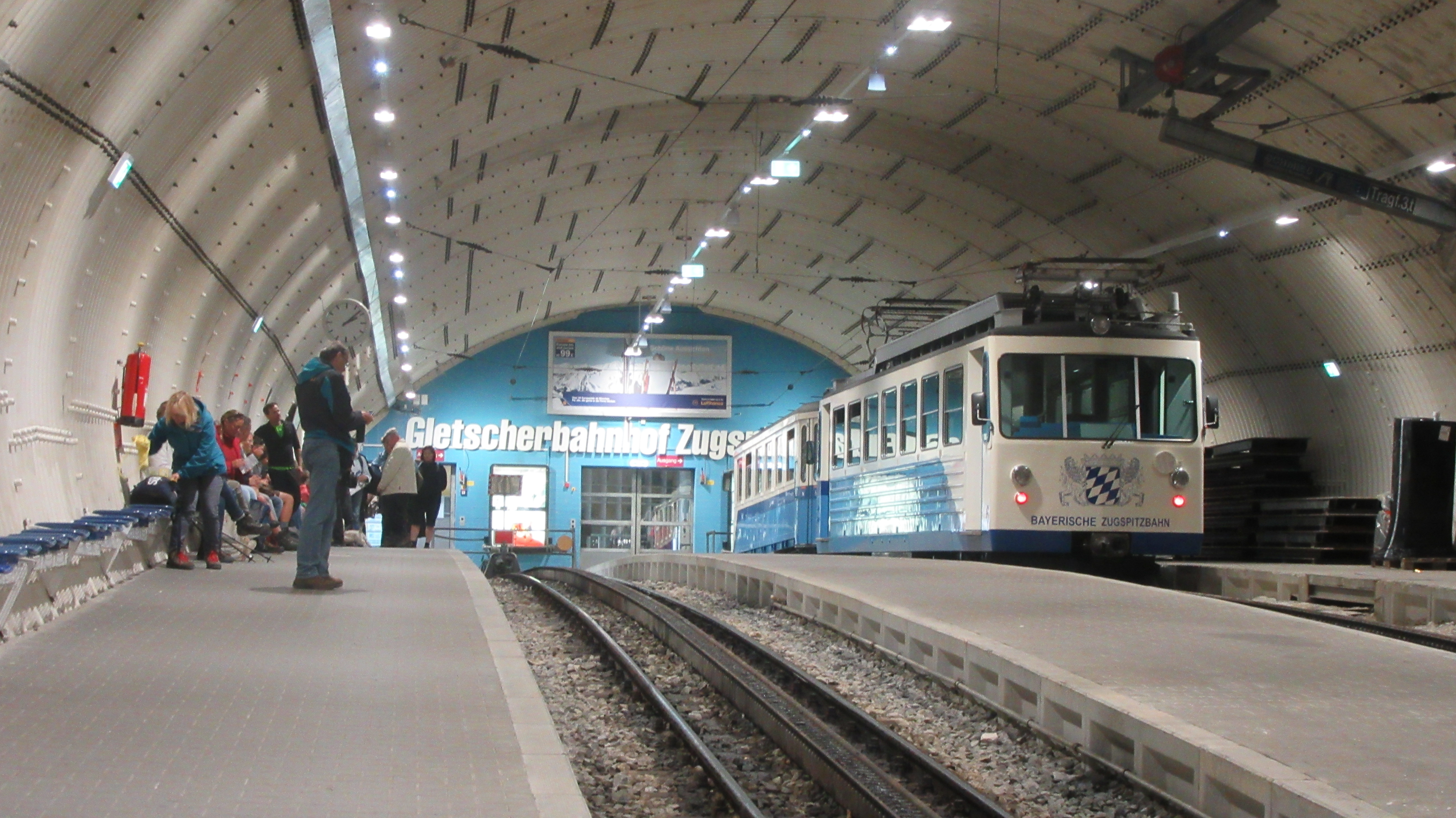
Bahnhof Zugspitzplatt mit Trieb- und Beiwagen

Der neue Bahnhof Zugspitzplatt wurde Mitte der 1980er Jahre errichtet, um den Wintersportlern einen direkten Zugang zum Zugspitzplatt gewährleisten zu können. Im Sommer 1985 begannen die Bauarbeiten am neuen Bahnhof Zugspitzplatt und des anschließenden Rosi-Tunnels. Nach Abschluss der Arbeiten wurde der neue Bahnhof am 15. Januar 1988 eröffnet.
Der oberirdisch gelegene Bahnhof schließt sich unmittelbar an das Ende des Rosi-Tunnels, das Restaurant Sonnalpin und die Gletscherbahn an. Er verfügt über zwei Stumpfgleise mit einem Mittel- und zwei Außenbahnsteigen, die für große Menschenmengen ausgelegt sind. Ein Gleis verfügt über einen Ladekran zum Be- und Entladen von Güterwagen. Der Bahnhof wurde mit einem tonnenförmigen Wellblechdach versehen, welches aus optischen Gründen mit Steinen und Geröll abgedeckt wurde.

### Stromversorgung

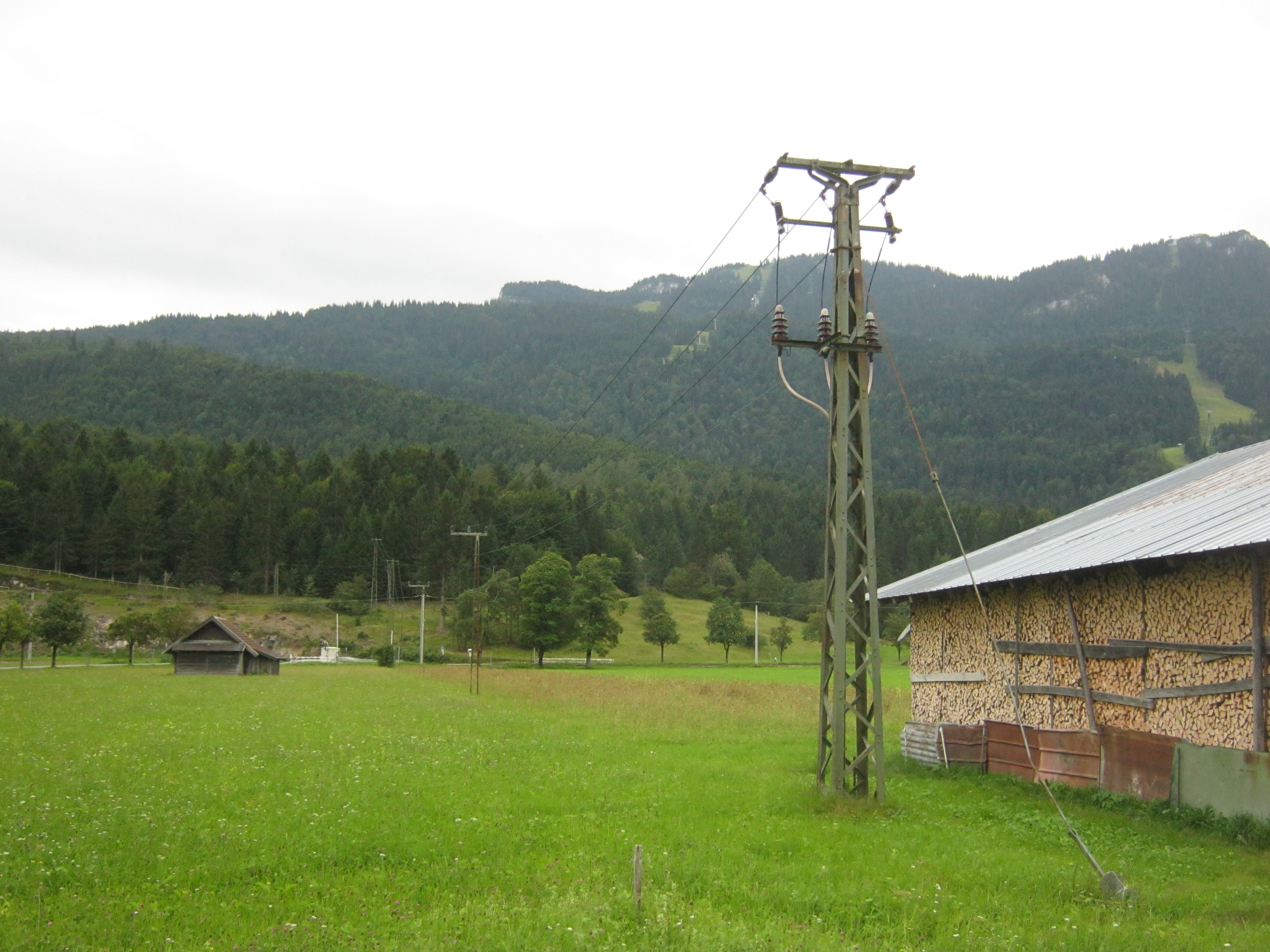
Speiseleitung der Zugspitzbahn in der Degernau

Da die Stromversorgung der Zugspitzbahn von den örtlichen Stromerzeugern nicht sichergestellt werden konnte, wurden 1928 von der Isarwerke GmbH zwei 43-Kilovolt-Leitungen zum neu errichteten Umspannwerk Degernau errichtet. Die eine Leitung kam aus Richtung Murnau, wo Anschluss an eine Leitung vom Wasserkraftwerk Mühltal bestand; die andere vom Umspannwerk Krün, mit Anschluss an die Bayernwerke. Vom Umspannwerk Degernau aus verläuft eine Drehstrom-Leitung, zuerst als Freileitung, dann auf den Masten der Oberleitung, bis zum Unterwerk am Eibsee.
Die Speisung der Oberleitung erfolgte anfangs ausschließlich über das Unterwerk am Eibsee. Dort wurde Drehstrom mittels Quecksilberdampfgleichrichter in Gleichstrom mit 1650 Volt umgeformt. Die Gleichrichter waren in drei Schaltgruppen mit je 750 kVA Leistung angeordnet, wobei zwei Gruppen für den Regelbetrieb ausreichten. Je nach Belastung der Stromversorgungsanlage kann die Spannung um bis zu 300 Volt schwanken.
1977 wurde das Unterwerk Eibsee mit Dioden-Gleichrichtern mit einer Leistung von zweimal 1250 kVA ausgerüstet. Mit Inbetriebnahme der Triebwagen 5 und 6 wurde zusätzlich auf dem Bahnsteig des ursprünglich geplanten Haltepunkts Höllental ein weiteres Unterwerk errichtet, welches ursprünglich eine Leistung von 630 kVA aufwies. Im Rahmen der Bauarbeiten wurde auch die Spannung der Versorgungsleitung von 8,5 auf zehn Kilovolt erhöht.
Mit dem Umbau der Talstrecke Mitte der 1980er Jahre wurde bei Kilometer 3,6 ein weiteres Unterwerk errichtet. Dieses Unterwerk Tal hat eine Leistung von 1600 kVA und wird für den Betrieb der leistungsstärkeren Doppeltriebwagen benötigt. 2002 wurde das Unterwerk Höllental auf eine Leistung von 1600 kVA erweitert. Die Versorgungsspannung wurde weiter auf 20 Kilovolt erhöht.
Mit Inbetriebnahme der Doppeltriebwagen 12 bis 16 wurde 2006 ein weiteres Unterwerk mit einer Leistung von zweimal 1600 kVA an der Station Riffelriß errichtet. Dieses Unterwerk erhielt zusätzlich zu den Gleichrichtern einen Wechselrichter. Mit dieser Anlage ist es möglich, dass der von den entsprechend ausgerüsteten Fahrzeugen rückgespeiste Strom wieder in Drehstrom umgewandelt und ins Landesnetz zurückgespeist werden kann.

## Fahrzeugeinsatz
Als Betriebsmittel stehen bzw. standen der Bayerischen Zugspitzbahn folgende Fahrzeuge zur Verfügung.
| Bild | Betriebsnummer | Bauart            | Inbetriebnahme | Hersteller    | Bemerkung                                       |
| ---- | -------------- | ----------------- | -------------- | ------------- | ----------------------------------------------- |
|      | 1 bis 4        | Bo                | 1929           | AEG           | Nr. 1 und 4 in Betrieb, 2 und 3 als Denkmal     |
|      | 11 bis 18      | 1zzz1             | 1929           | AEG           | Nr. 14 und 15 in Betrieb, 11 als Denkmal        |
|      | 19             | 1zz1‘1zz1‘        | 2017           | Stadler Rail  |                                                 |
|      | 1 bis 4        | 1zz1‘1zz1‘        | 1954-1958      | MAN, AEG, SLM | alle ausgemustert                               |
|      | 5 und 6        | 1zz1‘1zz1‘        | 1978           | SLM, BBC      |                                                 |
|      | 10 und 11      | 1Az'1Az'+1Az'1Az' | 1987           | SLM, Siemens  |                                                 |
|      | 12 bis 16      | Bozz'Bozz'Bozz'   | 2006           | Stadler Rail  |                                                 |
|      | 309            | Bozz'Bozz'        | 1979           | SIG, SLM, BBC | Seit 1999 bei der BZB, Umbau durch Stadler Rail |

Die Triebwagen 5, 6, 10, 11, 12 bis 16 und 309 und die Berglokomotive 19 stehen im regelmäßigen Einsatz.
Neben den Triebfahrzeugen betreibt die BZB auch Personen-, Güter- und Arbeitswagen.

### Technische Besonderheiten
Von Anfang an wurden alle Fahrzeuge mit einer selbsttätigen Mittelpufferkupplung der Bauart Scharfenberg ausgerüstet. Einzige Ausnahme hierbei bildet der Triebwagen 309 mit seinen beiden Steuerwagen 211 und 213, die ihre ursprüngliche +GF+-Kupplung beibehalten haben.
Des Weiteren wurde die erste Generation von Fahrzeugen mit selbsttätigen Vakuumbremsen der Bauart Hardy ausgestattet. Um die Personen- und Güterwagen auch mit den neueren Fahrzeugen befördern zu können, wurden diese ebenfalls mit einer Vakuumausrüstung ausgestattet. Wiederum eine Ausnahme bilden der Triebwagen 309 und die Steuerwagen 211/213, die ausschließlich mit Druckluftbremsen bestückt sind.
Die Berglokomotiven 11 bis 18 und die Triebwagen 1 bis 6 sind mit Eiskratzern ausgestattet, welche die Oberleitung von Schnee und Eis reinigen. Mit den Eiskratzern werden Kontaktprobleme des Stromabnehmers bei Eis an der Oberleitung und damit die Bildung von Lichtbögen unterdrückt.
Wie bei elektrischen Zahnradbahnen üblich, erfolgt auch bei der Zugspitzbahn die Betriebsbremsung bei Talfahrten mit elektrischen Bremsen, da diese in der Lage sind, die Geschwindigkeit verschleißfrei konstant zu halten. Bei einer elektrischen Nutzbremse wird Strom in die Oberleitung zurückgespeist, der wiederum von aufwärts fahrenden Zügen genutzt werden kann. Somit kann in Summe Strom gespart werden. Da aber bei der Zugspitzbahn in der Regel ein sehr stoßartiger Verkehr stattfindet (Vormittags fahren viele Fahrgäste bergwärts und nachmittags alle wieder talwärts) kann kein Ausgleich zwischen den tal- und bergwärts fahrenden Zügen stattfinden. Eine elektrische Rückspeisung ins Landesnetz kam aufgrund der teuren Umformertechnik in den Anfangsjahren der Bahn auch nicht in Frage. Deshalb wurde bei allen älteren Fahrzeugen Widerstandsbremsen verbaut, bei denen die elektrische Energie in Bremswiderständen in Wärme umgewandelt wird. Die Widerstandsbremse wirkt dabei netzunabhängig, d. h. die Bremse funktioniert auch noch bei Ausfall der Fahrleitungsspannung, was wiederum bei einer elektrischen Nutzbremse zum Ausfall der Bremse führen würde. Da die Stromversorgungsanlage heute mit Umrichtertechnik ausgerüstet ist, besitzen die neueren Triebfahrzeuggenerationen elektrische Nutzbremsen. Damit kann die überschüssige Energie bei Talfahrten ins Landesnetz zurückgespeist werden. Um jedoch bei einem Ausfall der Fahrleitungsspannung eine sichere Talfahrt gewährleisten zu können, sind die neueren Triebfahrzeuge zusätzlich mit einem Bremswiderstand ausgerüstet. Damit können bei Gewittern auch die neuen Triebfahrzeuge mit gesenktem Stromabnehmer ins Tal gefahren werden. Dies ist bei der Zugspitzbahn üblich, um die Gefahr eines Blitzschlags zu senken. Außerdem kann man so mit einer talwärts fahrenden Berglokomotive und dem Turmwagen Wartungsarbeiten an der spannungsfrei geschalteten Oberleitung vornehmen.

## Betrieb

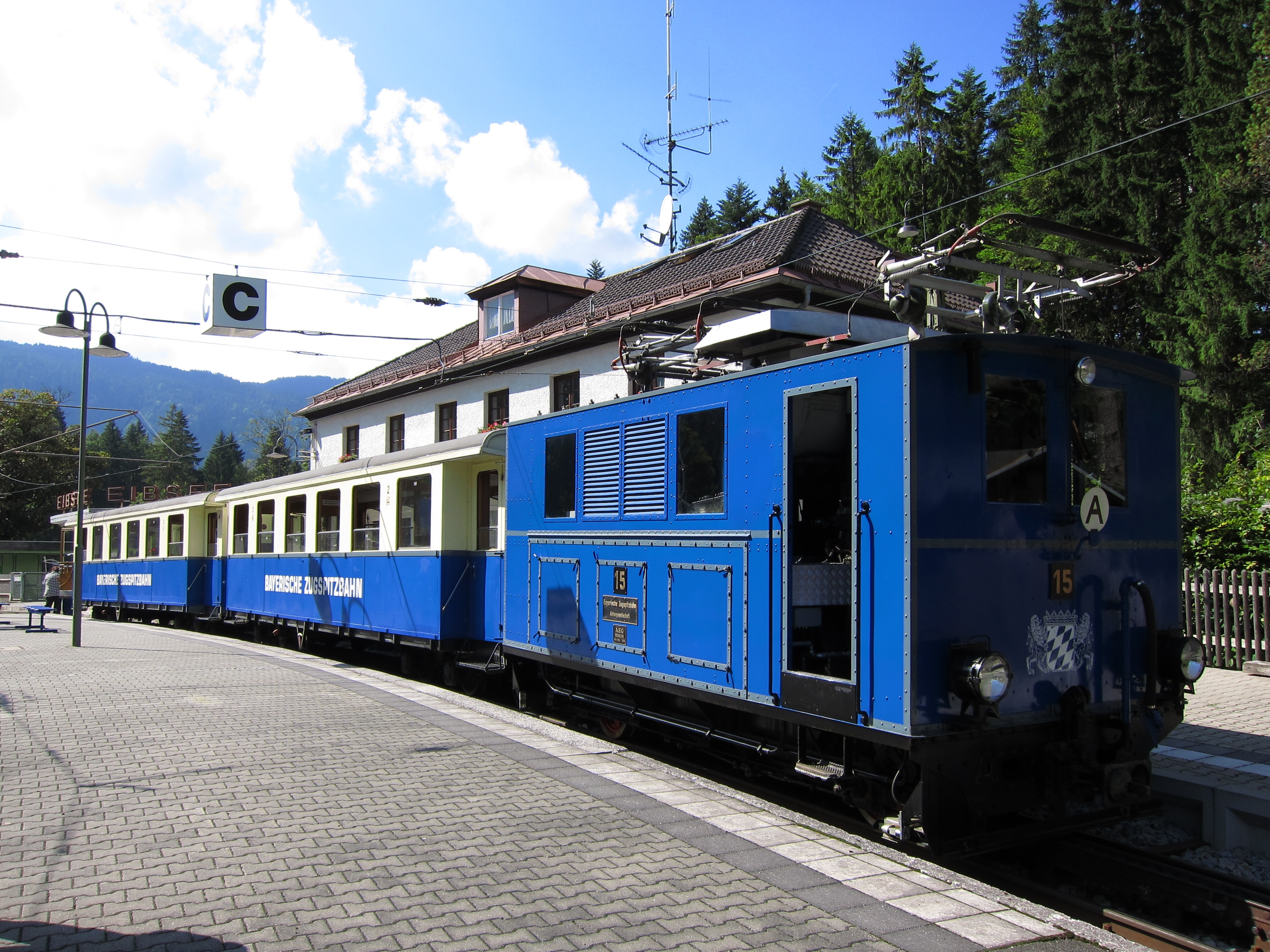
Die an der Berglokomotive 15 angebrachte Signalscheibe A kennzeichnet den Zugteil als letzten seiner Fahrplantrasse

Die Talstrecke wurde bis zur Inbetriebnahme der Signalanlage im Zugleitbetrieb betrieben. Dazu waren die Bahnhöfe Garmisch, Kreuzeckbahn und Hammersbach bis zu ihrem Rückbau mit Rückfallweichen ausgestattet. So konnten Zugkreuzungen und das Umsetzen der Lokomotiven zum Fahrtrichtungswechsel ohne örtliches Personal in den Bahnhöfen durchgeführt werden.
Eine Besonderheit der Zugspitzbahn ist der sogenannte Folgezugbetrieb bei besonders großem Andrang. Hierbei teilen sich bis zu drei Zugteile eine Fahrplantrasse, indem sie einander im Sichtabstand folgen. Alle drei Zugteile fahren dabei unter der gleichen Zugnummer, erhalten aber je einen Buchstaben zur internen Unterscheidung. Der in Fahrtrichtung gesehen letzte Teil erhält den Buchstaben A, der nächst Vordere den Buchstaben B und wiederum der Nächste den Buchstaben C. Der letzte Zugteil wird mit speziell beleuchtbaren Signalscheiben gekennzeichnet, auf denen das schwarze A auf weißem Grund zu sehen ist. Dadurch erkennt man, dass der letzte Zugteil in einer Ausweiche eingetroffen ist. Erst wenn der letzte der drei Zugteile gekreuzt hat, darf der in Gegenrichtung fahrende Zug die Ausweiche verlassen. In den Anfangsjahren stellte der zuerst in der Ausweiche angekommene Zug die Weichen händisch für den zweiten Zug. Später wurden die Ausweichen mit einer Drucktastensteuerung, ähnlich einer elektrisch ortsgestellten Weiche, ausgestattet. Heute sind die beiden noch vorhandenen Ausweichen 3 und 4 genauso wie alle anderen Bahnhöfe zentral mittels Stellwerk bedienbar und mit Signalen ausgestattet. Die Ausweichen und die Bahnsteige wurden für Zuglängen von rund 60 Meter gebaut. Im Folgezugbetrieb entspricht dies einem Zug in zwei Zugteilen, jeweils bestehend aus einer Berglokomotive plus zwei Personenwagen bzw. einem Triebwagen plus einen Vorstellwagen. Da zwei Doppeltriebwagen in Mehrfachtraktion ebenfalls eine Länge von rund 60 Meter aufweisen, beschränkt sich der Folgezugbetrieb heute auf Fahrten, die nicht mit den Doppeltriebwagen durchgeführt werden.

### Personenverkehr
Zur Betriebseröffnung 1930 wurden vier Tallokomotiven, acht Berglokomotiven und 18 Personenwagen geliefert. Eine Tallokomotive brachte bis zu sechs, mit Vorspann bis zu sieben, Personenwagen nach Grainau, dort übernahmen die Berglokomotiven die Beförderung. Unterhalb der Station Eibsee durfte eine Berglokomotive drei Personenwagen mitführen, weshalb die Züge der Talstrecke, wenn sie länger als drei Wagen waren, in Grainau geteilt wurden. Oberhalb der Station Eibsee durften nur noch zwei Personenwagen von den Berglokomotiven mitgeführt werden, der dritte wurde in der Station Eibsee abgestellt. Mit den lokbespannten Zügen konnten die Fahrgäste die gesamte Strecke ohne Umstieg zurücklegen.
In der zweiten Hälfte der 1950er Jahre konnte mit Inbetriebnahme der ersten Triebwagen die Fahrzeit auf der Bergstrecke deutlich reduziert werden. Die Triebwagen verdrängten die Berglokomotiven immer mehr aus dem Personenverkehr. Damit verringerte sich der Durchlauf von Personenwagen auf einzelne Vorstellwagen, die in Grainau von den Talzügen vor die Triebwagen gestellt wurden. Die übrigen Fahrgäste mussten in Grainau umsteigen. Zur weiteren Verbesserung des Angebots wurde im Sommer 1958 der Fahrplan auf einen Stundentakt umgestellt. Die zwei dafür benötigten Umläufe zwischen Grainau und Schneefernerhaus konnten bei Bedarf auch mit je zwei Triebwagen im Folgezugbetrieb gefahren werden. Zusätzliche Züge auf der Bergstrecke in Spitzenlastzeiten und der gesamte Verkehr der Talstrecke wurde aber weiterhin mit lokbespannten Zügen gefahren.
1978 endete mit der Inbetriebnahme der Triebwagen 6 und 7 der planmäßige Durchlauf von Personenwagen von Garmisch bis zur Zugspitze, und die Berglokomotiven wurden aus dem Regel-Personenverkehrsdienst abgelöst. Somit mussten nun alle Fahrgäste in Grainau umsteigen.
Mit Inbetriebnahme der beiden Doppeltriebwagen 10 und 11 im Jahre 1987 hätte man die Strecke wieder umsteigefrei bewältigen können, aber da zwei Doppeltriebwagen nicht für die Abwicklung des gesamten Betriebs ausreichen, wurden sie hauptsächlich auf der Talstrecke zwischen Garmisch und Grainau eingesetzt. Bei starkem Fahrgastandrang pendelten die beiden Doppeltriebwagen zwischen Garmisch und Eibsee und die Triebwagen 1 bis 6 zwischen Eibsee und Zugspitze. Die Doppeltriebwagen verdrängten die Tallokomotiven aus dem Regel-Personenzugdienst, was eine Fahrzeitreduzierung auf der Talstrecke zur Folge hatte. Seither ist es möglich, auf der Talstrecke einen Halbstunden-Takt anzubieten.
Ab 2002 wurde der Personenzugdienst auf der Talstrecke größtenteils von dem Triebwagen 309 mit den Steuerwagen 211/213 übernommen. Zusammen mit den beiden Doppeltriebwagen 10 und 11 konnten in Schwachverkehrszeiten die drei benötigten Umläufe erbracht werden. Bei stärkerem Fahrgastandrang wurden zusätzlich die Triebwagen 1 bis 6 eingesetzt.
Mit Inbetriebnahme der neuen Doppeltriebwagen 12 bis 16 im Herbst 2006 wurden die Triebwagen 1 bis 4 außer Betrieb genommen. Die Doppeltriebwagen 10 bis 16 fahren bei schwachem bis normalem Publikumsandrang von Garmisch bis zum Zugspitzplatt umsteigefrei durch. Die drei dafür benötigten Umläufe können fallweise auch mit jeweils zwei gekuppelten Triebwagen in Doppeltraktion gefahren werden. Jedoch wird bei starkem Fahrgastandrang weiterhin eine Teilung des Verkehrs in Grainau vorgenommen. Dann pendelt der Triebwagen 309 mit den Steuerwagen 211/213 auf der Talstrecke und die Doppeltriebwagen in Doppeltraktion zwischen Grainau und Zugspitze.
Um 2017 während der Bauphase der neuen Zugspitz-Seilbahn einen durchgehenden Halbstunden-Takt zwischen Eibsee und Zugspitze anbieten zu können, wurden insgesamt fünf Umläufe benötigt. Deshalb wurde in Spitzenlastzeiten als fünfte Garnitur die neue Berglokomotive 19 mit zwei Personenwagen und/oder die Triebwagen 5/6 verwendet.
Die noch vorhandenen Fahrzeuge der ersten Generation werden noch im Rahmen von historischen Sonderfahrten eingesetzt. Auf der Talstrecke verkehren diese üblicherweise mit zwei Personenwagen und je einer Tallokomotiven an den Enden. Auf der Bergstrecke werden die beiden Personenwagen dann von einer Berglokomotive übernommen.
Seit der flächendeckenden Einführung von Liniennummern im bayerischen Schienenpersonennahverkehr, die zum Fahrplanwechsel im Dezember 2020 erfolgte, fahren die Züge der Zugspitzbahn bis Grainau unter der Bezeichnung RB 64. Die gesamte Relation ist im Bayern-Kursbuch 2021 der Bayerischen Eisenbahngesellschaft als Kursbuchstrecke 964 enthalten.

### Güterverkehr
Bis zur Eröffnung der Eibseeseilbahn 1963 war die Zahnradbahn die einzige Möglichkeit, Trink- und Brauchwasser, Brennstoffe, Baumaterialien und Versorgungsgüter von der deutschen Seite auf die Zugspitze und Abfälle zurück ins Tal zu transportieren.
Für die Wasserversorgung wurde deshalb an der Bergstrecke an Kilometer 11,9 zwischen Eibsee und der Ausweiche 3 eine Wassertankstelle eingerichtet. Hier wurde Wasser gefasst und mithilfe von Wassertanks auf Güterwagen zum Schneefernerhaus bzw. zum Sonnalpin hochtransportiert. Seit 1996 wird die Wasserversorgung über eine Hochdruckwasserleitung durch den Tunnel bis zur Station Sonnalpin gewährleistet.
Bis zur Auflassung des Anschlussgleises zum Bahnhof Garmisch-Partenkirchen konnten dort Güter von Normalspur-Güterwagen umgeschlagen werden. Heute werden Lebensmittel, Baumaterialien und sonstige Versorgungsgüter am Betriebswerk in Grainau vom Lkw auf die Bahn verladen. Oberbaumaterial für die Bergstrecke wird oft im Bahnhof Eibsee geladen.
Daneben ist die Zahnradbahn die einzige Möglichkeit, Maschinen und technische Ausrüstungen für das Skigebiet zu transportieren. So werden Pistenraupen, Baumaschinen und Bauelemente für Skilifte mithilfe der Güterwagen auf das Zugspitzplatt transportiert. Zum Transport der Pistenraupen müssen die Raupenketten, das Frontschild und die Heckfräse demontiert werden.
Die Güterwagen werden fallweise von den Berglokomotiven oder auch von den Triebwagen als Vorstellwagen mitgeführt.

## Tarif

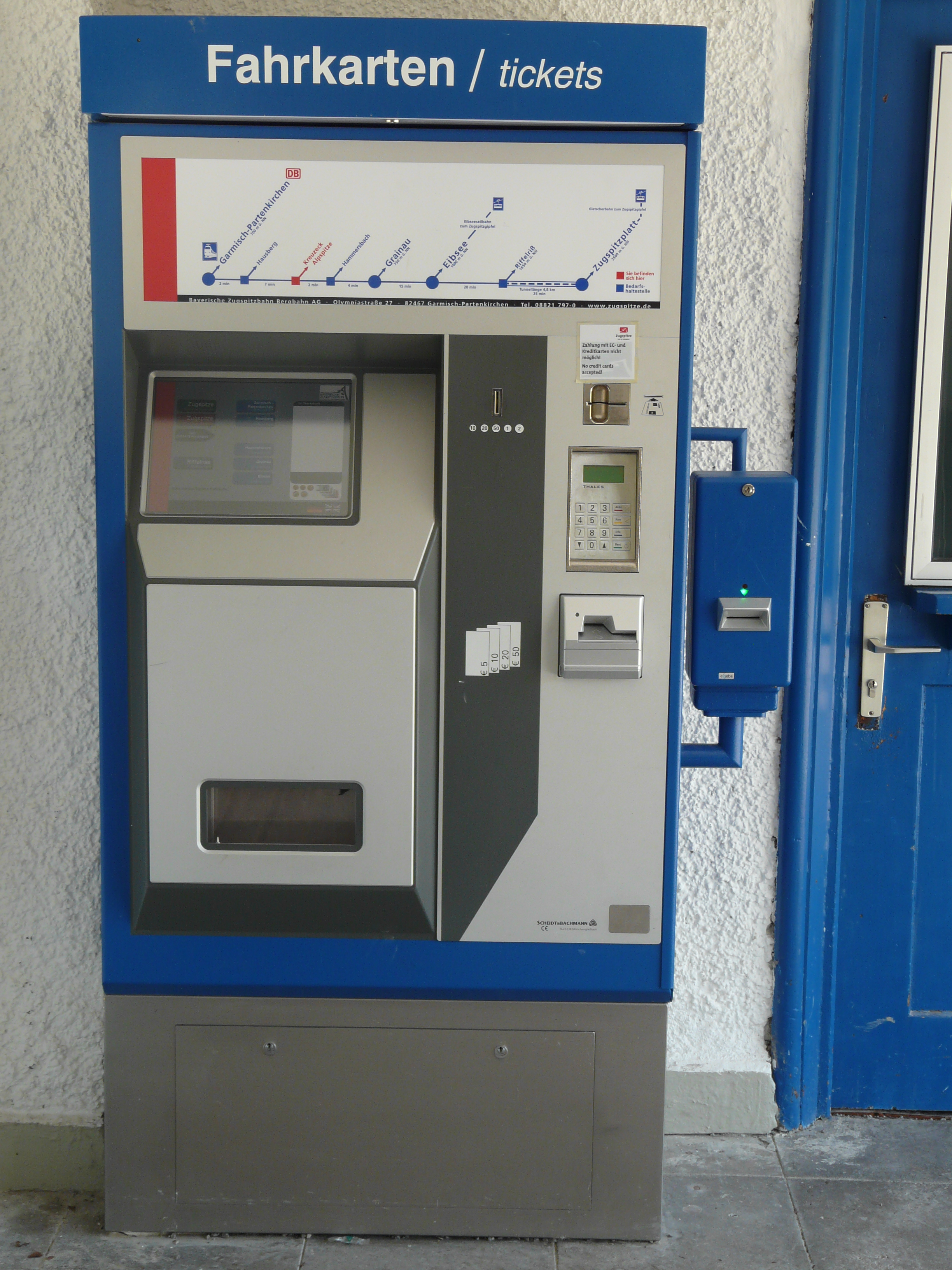
Fahrkartenautomat

Als eine der wenigen Nichtbundeseigenen Eisenbahnen (NE) ist die Bayerische Zugspitzbahn nicht in den sogenannten NE-Anstoßtarif integriert. Im Wechselverkehr zwischen der Deutschen Bahn AG und der Bayerischen Zugspitzbahn können keine durchgehenden Fahrscheine gemäß der bundesweit gültigen Beförderungsbedingungen der Deutschen Bahn AG erworben werden. Jedoch gilt im Abschnitt Garmisch–Grainau das Bayern-Ticket. Zudem werden Fahrgästen, die mit der Deutschen Bahn AG anreisen, Ermäßigungen auf den Preis der Berg- und Talfahrt eingeräumt. Auf dem Talabschnitt gewährleistet die Bayerische Zugspitzbahn dabei im Rahmen des öffentlichen Personennahverkehrs eine Grundversorgung für die Bevölkerung. In diesem Bereich sieht der Haustarif des Unternehmens, das nicht in die örtliche Verkehrsgemeinschaft Garmisch-Partenkirchen integriert ist, daher deutlich günstigere Tarife vor als für die ausschließlich touristisch relevante Bergstrecke. So kostete beispielsweise 2016 eine Fahrt von Garmisch nach Grainau 2,90 Euro, während für die etwas mehr als doppelt so lange Gesamtstrecke 31,50 Euro berechnet wurden. Zudem gelten im Talabschnitt die unentgeltliche Beförderung Schwerbehinderter, das Deutschland-Ticket und es werden Wochen- und Monatskarten für Vielfahrer angeboten. Die zeitweise vorhandenen Fahrkartenautomaten wurden mittlerweile wieder abgebaut. Die Bahnhöfe sind örtlich besetzt und mit Bahnsteigsperren versehen, an den Haltepunkten sind die Bahnsteige frei zugänglich.  
2016 beabsichtigte die Bayerische Eisenbahngesellschaft, den Schienenpersonennahverkehr der Talstrecke Garmisch – Grainau im Direktverfahren bis 2031 an die Bayerische Zugspitzbahn zu vergeben, da die Zugspitzbahn das einzige Unternehmen ist, das geeignete Fahrzeuge besitzt. Die Leistung auf der Strecke beträgt im Jahr circa 40.000 Zugkilometer. Die endgültige Vergabe wurde im Januar 2019 mit einem Zehnjahresvertrag ab 2021 abgeschlossen.